# Liste der technischen Denkmale im Landkreis Bautzen (L–Z)
Die Liste der technischen Denkmale im Landkreis Bautzen enthält die Technischen Denkmale im Landkreis Bautzen.
Diese Liste ist eine Teilliste der Liste der Kulturdenkmale in Sachsen.
Aufgrund der großen Anzahl von technischen Denkmalen ist die Liste aufgeteilt in die
- Liste der technischen Denkmale im Landkreis Bautzen (A–K)
- Liste der technischen Denkmale im Landkreis Bautzen (L–Z)

## Legende
- Bild: Bild des Kulturdenkmals, ggf. zusätzlich mit einem Link zu weiteren Fotos des Kulturdenkmals im Medienarchiv Wikimedia Commons. Wenn man auf das Kamerasymbol klickt, können Fotos zu Kulturdenkmalen aus dieser Liste hochgeladen werden:
- Bezeichnung: Denkmalgeschützte Objekte und ggf. Bauwerksname des Kulturdenkmals
- Lage: Straßenname und Hausnummer oder Flurstücknummer des Kulturdenkmals. Die Grundsortierung der Liste erfolgt nach dieser Adresse. Der Link (Karte) führt zu verschiedenen Kartendiensten mit der Position des Kulturdenkmals. Fehlt dieser Link, wurden die Koordinaten noch nicht eingetragen. Sind diese bekannt, können sie über ein Tool mit einer Kartenansicht einfach nachgetragen werden. In dieser Kartenansicht sind Kulturdenkmale ohne Koordinaten mit einem roten bzw. orangen Marker dargestellt und können durch Verschieben auf die richtige Position in der Karte mit Koordinaten versehen werden. Kulturdenkmale ohne Bild sind an einem blauen bzw. roten Marker erkennbar.
- Datierung: Baubeginn, Fertigstellung, Datum der Erstnennung oder grobe zeitliche Einordnung entsprechend des Eintrags in der sächsischen Denkmaldatenbank
- Beschreibung: Kurzcharakteristik des Kulturdenkmals entsprechend des Eintrags in der sächsischen Denkmaldatenbank, ggf. ergänzt durch die dort nur selten veröffentlichten Erfassungstexte oder zusätzliche Informationen
- ID: Vom Landesamt für Denkmalpflege Sachsen vergebene, das Kulturdenkmal eindeutig identifizierende Objekt-Nummer. Der Link führt zum PDF-Denkmaldokument des Landesamtes für Denkmalpflege Sachsen. Bei ehemaligen Kulturdenkmalen können die Objektnummern unbekannt sein und deshalb fehlen bzw. die Links von aus der Datenbank entfernten Objektnummern ins Leere führen. Ein ggf. vorhandenes Icon  führt zu den Angaben des Kulturdenkmals bei Wikidata.

## Laußnitz
| Bild                                    | Bezeichnung | Lage               | Datierung                                                              | Beschreibung | ID       |
| --------------------------------------- | --- | ------------------ | ---------------------------------------------------------------------- | --- | -------- |
| Direkt Bild zu diesem Denkmal hochladen | Wohnstallhaus mit Scheunenanbau und Einfriedungsmauer, vor dem Haus ein Wegestein (technisches Denkmal)                   | Höckendorf (Karte) | 2. Hälfte 19. Jahrhundert (Wohnstallhaus); 19. Jahrhundert (Wegestein) | Wohnhaus schlichter Putzbau mit Sandsteingewänden und Satteldach, Scheune verbrettert, Bruchsteintrockenmauer als Einfriedung, baugeschichtlich und verkehrsgeschichtlich von Bedeutung | 09288542 |
|                                         | Wegestein | Höckendorf (Karte) | bezeichnet 1851 (Wegestein)                                            | verkehrsgeschichtlich von Bedeutung | 09288546 |
| Weitere Bilder                          | Sachgesamtheit Königlich-Sächsische Triangulierung ("Europäische Gradmessung im Königreich Sachsen"); Station 29 Buchberg | Laußnitz (Karte)   | 1865 (Triangulationssäule)                                             | Triangulationsstein, Station 1. Ordnung; vermessungsgeschichtlich und technikgeschichtlich von Bedeutung | 09304512 |
| Weitere Bilder                          | Königlich-Sächsische Meilensteine (Sachgesamtheit)                                                                        | Laußnitz (Karte)   | bezeichnet 1836 (Meilenstein)                                          | Meilenstein; verkehrsgeschichtlich von Bedeutung | 09287178 |
| Weitere Bilder                          | Samendarre | Laußnitz (Karte)   | 1822/23 (Darre)                                                        | Horden-Samendarre und Einfriedung entlang der Forststraße; eingeschossiger Bruchsteinbau mit Walmdach, älteste erhaltene derartige Anlage in Sachsen, diente der Saatgutgewinnung von Nadelhölzern, bedeutendes Zeugnis der Landnutzungs- bzw. Wald- und Forstgeschichte, eng mit Beginn der klassischen Forstwirtschaft verknüpft | 09287174 |

## Lauta, Stadt
| Bild                                    | Bezeichnung                       | Lage                 | Datierung                                   | Beschreibung | ID       |
| --------------------------------------- | --------------------------------- | -------------------- | ------------------------------------------- | --- | -------- |
|                                         | Wegestein                         | Laubusch             | um 1915 (Wegestein)                         | verkehrsgeschichtlich von Bedeutung | 09209765 |
| Weitere Bilder                          | Wegestein                         | Laubusch (Karte)     | um 1900 (Wegestein)                         | verkehrsgeschichtlich von Bedeutung | 09209726 |
| Direkt Bild zu diesem Denkmal hochladen | Kolonie Laubusch (Sachgesamtheit) | Laubusch (Karte)     | 1925 (Verwaltungsgebäude); 1925 (Waschkaue) | Einzeldenkmal o. g. Sachgesamtheit: Verwaltungsgebäude der ehemaligen Brikettfabrik mit angebauter Waschkaue (siehe auch Sachgesamtheitsdokument obj. 09209731); architektonisch wertvoller Backsteinbau mit kolossaler Lisenenordnung und Risaliten mit Reliefschmuck sowie mit diesem baulich verbundenes Gebäude einer Waschkaue als Backsteinbau mit neoklassizistischen Formen; baugeschichtlich und ortsgeschichtlich von Bedeutung | 09209728 |
|                                         | Hydrant                           | Lauta, Dorf (Karte)  | 1928 (Hydrant)                              | technikgeschichtlich von Bedeutung | 08985110 |
| Weitere Bilder                          | Wasserturm                        | Lauta, Stadt (Karte) | zwischen 1915 und 1920 (Wasserturm)         | Wasserturm; Turm des ehemaligen Aluminiumwerkes mit offener Konstruktion; baugeschichtlich und landschaftsprägend von Bedeutung | 08985041 |

## Lichtenberg
| Bild                                    | Bezeichnung                                                     | Lage                       | Datierung                                     | Beschreibung | ID       |
| --------------------------------------- | --------------------------------------------------------------- | -------------------------- | --------------------------------------------- | --- | -------- |
| Direkt Bild zu diesem Denkmal hochladen | Büttnermühle                                                    | Kleindittmannsdorf (Karte) | um 1950 (Wasserrad)                           | Wasserrad und Haupttransmission einer Mühle sowie Mühlgraben; Wasserrad in Holländerverband, technikgeschichtlich von Bedeutung                                                     | 09275971 |
| Direkt Bild zu diesem Denkmal hochladen | Eisolds Mühle; Eisoldmühle                                      | Kleindittmannsdorf (Karte) | bezeichnet 1856 (Mühle); um 1910 (Sägegatter) | Wohnmühlenhaus und Mühlentechnik mit Sägegatter; baugeschichtlich und technikgeschichtlich von Bedeutung                                                                            | 09275973 |
| Direkt Bild zu diesem Denkmal hochladen | Richters Mühle; Richtermühle                                    | Kleindittmannsdorf (Karte) | um 1800 (Mühle)                               | Wohnmühlenhaus mit im Winkel stehender Scheune; beide Gebäude Obergeschoss Fachwerk, baugeschichtlich und ortsgeschichtlich von Bedeutung                                           | 09275974 |
| Direkt Bild zu diesem Denkmal hochladen | Ehemalige Funkstation mit Stahlgerüst-Turm und zwei Wohnhäusern | Lichtenberg (Karte)        | 1937 (Sendeanlage)                            | ortsgeschichtlich und technikgeschichtlich von Bedeutung | 09275657 |
|                                         | Zwei Straßenbrücken über die Kleine Röder                       | Lichtenberg (Karte)        | 19. Jahrhundert (Straßenbrücke)               | einbogige Bruchsteinbrücken, eine mit beschriftetem Schlussstein, baugeschichtlich von Bedeutung                                                                                    | 09284550 |
| Weitere Bilder                          | Alte Mühle; Körnermühle                                         | Lichtenberg (Karte)        | bezeichnet 1878 (Mühle)                       | Wohnmühlenhaus mit Müllerwappen eines Mühlenanwesens; Putzbau mit drei rundbogigen Fenstern im Giebel, Müllerwappen am Giebel, baugeschichtlich und ortsgeschichtlich von Bedeutung | 09275685 |

## Lohsa
| Bild                                    | Bezeichnung                            | Lage                    | Datierung                                 | Beschreibung | ID       |
| --------------------------------------- | -------------------------------------- | ----------------------- | ----------------------------------------- | --- | -------- |
| Direkt Bild zu diesem Denkmal hochladen | Wegestein                              | Driewitz (Karte)        | 19. Jahrhundert (Wegestein)               | verkehrsgeschichtlich von Bedeutung | 08985459 |
| Direkt Bild zu diesem Denkmal hochladen | Wegestein                              | Driewitz (Karte)        | 19. Jahrhundert (Wegestein)               | verkehrsgeschichtlich von Bedeutung | 08985463 |
| Direkt Bild zu diesem Denkmal hochladen | Wegestein                              | Driewitz (Karte)        | 19. Jahrhundert (Wegestein)               | verkehrsgeschichtlich von Bedeutung | 08985461 |
| Direkt Bild zu diesem Denkmal hochladen | Wegestein                              | Friedersdorf (Karte)    | 19. Jahrhundert (Wegestein)               | verkehrsgeschichtlich von Bedeutung | 08985484 |
| Direkt Bild zu diesem Denkmal hochladen | Wegestein und Grenzstein               | Friedersdorf (Karte)    | 19. Jahrhundert (Wegestein)               | verkehrsgeschichtlich und ortsgeschichtlich von Bedeutung | 08985483 |
| Direkt Bild zu diesem Denkmal hochladen | Wegestein                              | Friedersdorf (Karte)    | 19. Jahrhundert (Wegestein)               | verkehrsgeschichtlich von Bedeutung | 08985539 |
| Direkt Bild zu diesem Denkmal hochladen | Wegestein                              | Friedersdorf (Karte)    | 19. Jahrhundert (Wegestein)               | verkehrsgeschichtlich von Bedeutung | 08985482 |
| Weitere Bilder                          | Bahnhof Groß Särchen                   | Groß Särchen (Karte)    | um 1905 (Empfangsgebäude)                 | Empfangsgebäude und Nebengebäude des Bahnhofs; Putzbau mit zeittypischen Gliederungselementen und Zierfachwerk, baugeschichtlich und eisenbahngeschichtlich von Bedeutung                 | 08990715 |
| Weitere Bilder                          | Obermühle                              | Groß Särchen (Karte)    | 1920er Jahre (Mühle)                      | Mühle mit Wohnhaus, Produktionsgebäude, Aufbereitungsturm und Mühlgraben; weitgehend erhaltener Mühlenkomplex, baugeschichtlich, ortsgeschichtlich und technikgeschichtlich von Bedeutung | 08990718 |
| Direkt Bild zu diesem Denkmal hochladen | Wegestein                              | Hermsdorf/Spree (Karte) | 19. Jahrhundert (Wegestein)               | verkehrsgeschichtlich von Bedeutung | 08985492 |
| Direkt Bild zu diesem Denkmal hochladen | Wegestein                              | Hermsdorf/Spree (Karte) | 19. Jahrhundert (Wegestein)               | verkehrsgeschichtlich von Bedeutung | 08985467 |
| Direkt Bild zu diesem Denkmal hochladen | Wegestein                              | Koblenz (Karte)         | 19. Jahrhundert (Wegestein)               | verkehrsgeschichtlich von Bedeutung | 08990733 |
| Direkt Bild zu diesem Denkmal hochladen | Wegestein                              | Lippen (Karte)          | Anfang 19. Jahrhundert (Wegestein)        | verkehrsgeschichtlich von Bedeutung | 08985786 |
| Direkt Bild zu diesem Denkmal hochladen | Wegestein                              | Lippen (Karte)          | 19. Jahrhundert (Wegestein)               | verkehrsgeschichtlich von Bedeutung | 08985458 |
| Direkt Bild zu diesem Denkmal hochladen | Wegestein                              | Litschen (Karte)        | 19. Jahrhundert (Wegestein)               | verkehrsgeschichtlich von Bedeutung | 08985472 |
| Direkt Bild zu diesem Denkmal hochladen | Wegestein                              | Litschen (Karte)        | 19. Jahrhundert (Wegestein)               | verkehrsgeschichtlich von Bedeutung | 08985470 |
| Direkt Bild zu diesem Denkmal hochladen | Wegestein                              | Litschen (Karte)        | 19. Jahrhundert (Wegestein)               | verkehrsgeschichtlich von Bedeutung | 08985468 |
| Direkt Bild zu diesem Denkmal hochladen | Wegestein                              | Litschen (Karte)        | 19. Jahrhundert (Wegestein)               | verkehrsgeschichtlich von Bedeutung | 08985476 |
| Direkt Bild zu diesem Denkmal hochladen | Wegestein                              | Litschen (Karte)        | 19. Jahrhundert (Wegestein)               | verkehrsgeschichtlich von Bedeutung | 08985464 |
| Direkt Bild zu diesem Denkmal hochladen | Wegestein                              | Litschen (Karte)        | 19. Jahrhundert (Wegestein)               | verkehrsgeschichtlich von Bedeutung | 08985466 |
| Direkt Bild zu diesem Denkmal hochladen | Wegestein                              | Litschen (Karte)        | 19. Jahrhundert (Wegestein)               | verkehrsgeschichtlich von Bedeutung | 08985465 |
| Direkt Bild zu diesem Denkmal hochladen | Wegestein                              | Litschen (Karte)        | 19. Jahrhundert (Wegestein)               | verkehrsgeschichtlich von Bedeutung | 08985479 |
| Direkt Bild zu diesem Denkmal hochladen | Wegestein                              | Lohsa (Karte)           | 19. Jahrhundert (Wegestein)               | verkehrsgeschichtlich von Bedeutung | 08985532 |
| Weitere Bilder                          | Mühlentechnik der ehem. Riegeler Mühle | Riegel (Karte)          | 2. Hälfte 19. Jahrhundert (Mühlentechnik) | in einem baulich verändertem Kontext eine noch ursprünglich erhaltene technische Anlage, technikgeschichtlich von Bedeutung                                                               | 08985591 |
|                                         | Wegestein                              | Steinitz (Karte)        | 19. Jahrhundert (Wegestein)               | verkehrsgeschichtlich von Bedeutung | 08985593 |
| Direkt Bild zu diesem Denkmal hochladen | Wegestein                              | Steinitz (Karte)        | 19. Jahrhundert (Wegestein)               | verkehrsgeschichtlich von Bedeutung | 08985489 |
| Direkt Bild zu diesem Denkmal hochladen | Wegestein                              | Tiegling (Karte)        | 19. Jahrhundert (Wegestein)               | verkehrsgeschichtlich von Bedeutung | 08985537 |
| Direkt Bild zu diesem Denkmal hochladen | Wegestein                              | Weißig (Karte)          | 19. Jahrhundert (Wegestein)               | verkehrsgeschichtlich von Bedeutung | 08985500 |

## Malschwitz
| Bild                                    | Bezeichnung | Lage                     | Datierung | Beschreibung | ID       |
| --------------------------------------- | --- | ------------------------ | --- | --- | -------- |
|                                         | Wasserturm | Baruth (Karte)           | 1926 (Wasserturm) | Wasserturm mit Wetterfahne; achteckiger Putzbau über Natursteinsockel mit Zeltdach, baugeschichtlich und technikgeschichtlich von Bedeutung | 09252056 |
| Weitere Bilder                          | Brecherwerk Baruth | Baruth (Karte)           | 1929–1930 (Brecherwerk)                                                                                                  | Altwerk des Basaltwerks Baruth mit technischer Ausstattung; technikgeschichtlich und ortsgeschichtlich von Bedeutung | 09251315 |
| Weitere Bilder                          | Vogelmühle | Baruth (Karte)           | Anfang/Mitte 19. Jahrhundert (Mühle)                                                                                     | Wohnhaus und Mühlengebäude über winkligem Grundriss mit Mühlgraben; Wohnhaus Obergeschoss Fachwerk, Granittürstock, baugeschichtlich, ortsgeschichtlich und technikgeschichtlich von Bedeutung                                                                                      | 09252057 |
| Direkt Bild zu diesem Denkmal hochladen | Wegestein | Briesing (Karte)         | 19. Jahrhundert (Wegestein)                                                                                              | verkehrsgeschichtlich von Bedeutung | 09251137 |
| Direkt Bild zu diesem Denkmal hochladen | Mühle mit angebautem Silo, Seitengebäude und Scheune eines Mühlenanwesens | Briesing (Karte)         | um 1920/1930 (Mühle); um 1890 (Scheune)                                                                                  | baugeschichtlich, ortsgeschichtlich und technikgeschichtlich von Bedeutung | 09251201 |
| Direkt Bild zu diesem Denkmal hochladen | Schornstein | Brösa (Karte)            | 19. Jahrhundert (Schornstein)                                                                                            | ortsgeschichtlich von Bedeutung | 09251506 |
| Direkt Bild zu diesem Denkmal hochladen | Wohnstallhaus mit Scheune und Mühlengebäude über winkligem Grundriss | Buchwalde (Karte)        | 1. Hälfte 19. Jahrhundert (Mühle)                                                                                        | Obergeschoss Fachwerk, Krüppelwalmdach, baugeschichtlich, ortsgeschichtlich und technikgeschichtlich von Bedeutung | 09251347 |
|                                         | Ehemalige Mühle und Wehr an der Kleinen Spree | Doberschütz (Karte)      | Mitte 19. Jahrhundert (Mühle); bezeichnet 1846 (Wehr)                                                                    | baugeschichtlich und technikgeschichtlich von Bedeutung | 09251140 |
|                                         | Wegestein | Doberschütz (Karte)      | bezeichnet 1729 (Wegestein)                                                                                              | aus dem böhmischen Oberland, verkehrsgeschichtlich von Bedeutung | 09251139 |
| Direkt Bild zu diesem Denkmal hochladen | Straßenbrücke | Guttau (Karte)           | 1855 (Straßenbrücke) | einbogige Natursteinbrücke, verkehrsgeschichtlich von Bedeutung | 09305671 |
| Direkt Bild zu diesem Denkmal hochladen | Wohnmühlengebäude und gegenüber liegendes Seitengebäude mit angebauter Scheune | Halbendorf/Spree (Karte) | Mitte 19. Jahrhundert (Mühle)                                                                                            | Wohnmühlengebäude Obergeschoss Fachwerk, z. T. verbrettert, Seitengebäude massiv, Scheune z. T. Fachwerkkonstruktion, baugeschichtlich und ortsgeschichtlich von Bedeutung | 09252269 |
| Direkt Bild zu diesem Denkmal hochladen | Wegestein | Kleinbautzen (Karte)     | 19. Jahrhundert (Wegestein)                                                                                              | verkehrsgeschichtlich von Bedeutung | 09252135 |
| Direkt Bild zu diesem Denkmal hochladen | Mühle Bohott | Kleinbautzen (Karte)     | um 1820 (Mühle) | Ehemalige Wassermühle mit Technik; baugeschichtlich und technikgeschichtlich von Bedeutung | 09252133 |
| Direkt Bild zu diesem Denkmal hochladen | Kleines Schloss | Malschwitz (Karte)       | 1. Viertel 17. Jahrhundert (Herrenhaus); nach Brand 1929 (Herrenhaus); um 1880 (Wirtschaftsgebäude); um 1880 (Brennerei) | Ehemaliges Wasserschloss (Nr. 1b heute Wohnhaus), zum Eingang führende Bogenbrücke, dahinter liegendes Wirtschaftsgebäude und ehemalige Brennerei (Nr. 1) mit Esse; Wasserschloss breit gelagerte Putzbau mit Mansardwalmdach, baugeschichtlich und ortsgeschichtlich von Bedeutung | 09252144 |
| Direkt Bild zu diesem Denkmal hochladen | Obermühle | Malschwitz (Karte)       | bezeichnet 1879 (Mühle)                                                                                                  | Mühlenwohnhaus einer Wassermühle mit hölzernem Übergang, Wasserrad und Mühlgraben; Putzbau mit Gliederung und Satteldach, hinter dem Gebäude der hölzerne Übergang und unterschlächtiges Wasserrad, baugeschichtlich, ortsgeschichtlich und technikgeschichtlich von Bedeutung      | 09252140 |
| Direkt Bild zu diesem Denkmal hochladen | Niedermühle | Malschwitz (Karte)       | 1802 (Mühle) | Wohnhaus mit Mühlentrakt; Obergeschoss Fachwerk, Granitportal, Krüppelwalmdach mit Fledermausgaupen, baugeschichtlich technikgeschichtlich von Bedeutung | 09250006 |
| Direkt Bild zu diesem Denkmal hochladen | Rittergut Niedergurig (Sachgesamtheit) | Niedergurig (Karte)      | um 1820 (Mühle); 19. Jahrhundert (Steindeckerbrücke)                                                                     | Einzeldenkmale der Sachgesamtheit Rittergut Niedergurig: Mühle, Mühlgraben und Steindeckerbrücke (siehe auch Sachgesamtheitsliste -Obj. 09304010, Schloßinsel 1, 2); großer Bruchsteinbau mit Mansardwalmdach, baugeschichtlich und ortsgeschichtlich von Bedeutung                 | 09251144 |
|                                         | Königlich-Sächsische Meilensteine (Sachgesamtheit) | Niedergurig (Karte)      | 19. Jahrhundert (Meilenstein)                                                                                            | Meilenstein, später zum Kilometerstein umgearbeitet; verkehrshistorisch von Bedeutung | 09251154 |
| Direkt Bild zu diesem Denkmal hochladen | Wegestein | Pließkowitz (Karte)      | 19. Jahrhundert (Wegestein)                                                                                              | verkehrsgeschichtlich von Bedeutung | 09251909 |
| Direkt Bild zu diesem Denkmal hochladen | Steinbogenbrücke über den Mühlgraben | Pließkowitz (Karte)      | 19. Jahrhundert (Straßenbrücke)                                                                                          | baugeschichtlich und technikgeschichtlich von Bedeutung | 09252025 |
| Weitere Bilder                          | Wohnmühlengebäude mit annähernd vollständig erhaltener Technik, mit nördlichem, giebelständigem Technikanbau (mit Wasserrad im Inneren), nördliches Nebengebäude, Steindeckerbrücke, Mühlgraben, Wehr und eines Mühlenanwesens | Rackel (Karte)           | 2. Hälfte 19. Jahrhundert (Mühle)                                                                                        | baugeschichtlich und technikgeschichtlich von Bedeutung | 09250263 |

## Nebelschütz
| Bild | Bezeichnung | Lage            | Datierung                   | Beschreibung                        | ID       |
| ---- | ----------- | --------------- | --------------------------- | ----------------------------------- | -------- |
|      | Wegestein   | Miltitz (Karte) | 19. Jahrhundert (Wegestein) | verkehrsgeschichtlich von Bedeutung | 09227415 |

## Neschwitz
| Bild                                    | Bezeichnung                                                     | Lage                 | Datierung                           | Beschreibung | ID       |
| --------------------------------------- | --------------------------------------------------------------- | -------------------- | ----------------------------------- | --- | -------- |
| Direkt Bild zu diesem Denkmal hochladen | Wegestein                                                       | Doberschütz (Karte)  | 19. Jahrhundert (Wegestein)         | verkehrsgeschichtlich von Bedeutung | 09253279 |
| Direkt Bild zu diesem Denkmal hochladen | Wegestein                                                       | Doberschütz (Karte)  | 19. Jahrhundert (Wegestein)         | verkehrsgeschichtlich von Bedeutung | 09253280 |
| Direkt Bild zu diesem Denkmal hochladen | Wegestein                                                       | Holscha (Karte)      | 19. Jahrhundert (Wegestein)         | verkehrsgeschichtlich von Bedeutung | 09253328 |
| Direkt Bild zu diesem Denkmal hochladen | Wegestein                                                       | Holschdubrau (Karte) | 19. Jahrhundert (Wegestein)         | verkehrsgeschichtlich von Bedeutung | 09253272 |
| Direkt Bild zu diesem Denkmal hochladen | Wegestein                                                       | Loga (Karte)         | 19. Jahrhundert (Wegestein)         | verkehrsgeschichtlich von Bedeutung | 09253306 |
| Direkt Bild zu diesem Denkmal hochladen | Wegestein                                                       | Loga (Karte)         | 19. Jahrhundert (Wegestein)         | verkehrsgeschichtlich von Bedeutung | 09253303 |
| Direkt Bild zu diesem Denkmal hochladen | Wegestein                                                       | Lomske (Karte)       | 19. Jahrhundert (Wegestein)         | verkehrsgeschichtlich von Bedeutung | 09253322 |
| Direkt Bild zu diesem Denkmal hochladen | Wegestein                                                       | Lomske (Karte)       | 19. Jahrhundert (Wegestein)         | verkehrsgeschichtlich von Bedeutung | 09253276 |
| Weitere Bilder                          | Saritscher Bockwindmühle; Lugaer Windmühle                      | Luga (Karte)         | 1733 (Mühle)                        | Bockwindmühle; von Saritsch nach Luga versetzte rekonstruierte Windmühle, Schauanlage, volksbildende, baugeschichtlich und technikgeschichtlich von Bedeutung | 09253287 |
| Direkt Bild zu diesem Denkmal hochladen | Wegestein                                                       | Neschwitz (Karte)    | 19. Jahrhundert (Wegestein)         | verkehrsgeschichtlich von Bedeutung | 09253327 |
| Direkt Bild zu diesem Denkmal hochladen | Wasserradkammer der früheren Schneidemühle, mit Einlaufschützen | Neschwitz            | 19. Jahrhundert (Mühlenanlagenteil) | technikgeschichtlich von Bedeutung | 09253254 |
| Direkt Bild zu diesem Denkmal hochladen | Wegestein                                                       | Pannewitz (Karte)    | 19. Jahrhundert (Wegestein)         | verkehrsgeschichtlich von Bedeutung | 09253307 |
| Direkt Bild zu diesem Denkmal hochladen | Wegestein                                                       | Saritsch (Karte)     | 19. Jahrhundert (Wegestein)         | verkehrsgeschichtlich von Bedeutung | 09253317 |
| Direkt Bild zu diesem Denkmal hochladen | Wegestein                                                       | Saritsch (Karte)     | 19. Jahrhundert (Wegestein)         | verkehrsgeschichtlich von Bedeutung | 09253316 |
| Direkt Bild zu diesem Denkmal hochladen | Wegestein                                                       | Zescha (Karte)       | 19. Jahrhundert (Wegestein)         | verkehrsgeschichtlich von Bedeutung | 09253320 |
| Direkt Bild zu diesem Denkmal hochladen | Wegestein                                                       | Zescha (Karte)       | 19. Jahrhundert (Wegestein)         | verkehrsgeschichtlich von Bedeutung | 09253319 |

## Neukirch
| Bild                                    | Bezeichnung                                        | Lage              | Datierung                             | Beschreibung | ID       |
| --------------------------------------- | -------------------------------------------------- | ----------------- | ------------------------------------- | --- | -------- |
| Direkt Bild zu diesem Denkmal hochladen | Königlich-Sächsische Meilensteine (Sachgesamtheit) | Schmorkau (Karte) | 19. Jahrhundert (Halbmeilenstein)     | Meilenstein; verkehrsgeschichtlich von Bedeutung | 09253404 |
| Direkt Bild zu diesem Denkmal hochladen | Esse                                               | Schmorkau (Karte) | um 1900 (Schornstein)                 | gelber Backstein, oberer Abschluss mit rotem Backstein ornamentiert, ortsgeschichtlich und ortsbildprägend von Bedeutung                                                                    | 09253386 |
| Direkt Bild zu diesem Denkmal hochladen | Wohnmühlenhaus                                     | Schmorkau (Karte) | um 1910, Kern womöglich älter (Mühle) | mächtiger Putzbau mit Krüppelwalmdach und großer Hechtgaupe, mit zentralem, verbretterten Giebel, Fenster und Türen mit Granitgewände, baugeschichtlich und ortsgeschichtlich von Bedeutung | 09253385 |
| Direkt Bild zu diesem Denkmal hochladen | Wegestein                                          | Weißbach (Karte)  | 19. Jahrhundert (Wegestein)           | verkehrsgeschichtlich von Bedeutung | 09253380 |

## Neukirch/Lausitz
| Bild                                    | Bezeichnung | Lage    | Datierung                                                             | Beschreibung | ID       |
| --------------------------------------- | --- | ------- | --------------------------------------------------------------------- | --- | -------- |
| Direkt Bild zu diesem Denkmal hochladen | Bahnhof Neukirch-Ost | (Karte) | 1875/1880 (Personenbahnhof)                                           | Bahnhof Neukirch-Ost mit Empfangsgebäude einschl. Schalterhalle sowie Güterabfertigungsgebäude; breitgelagerter, repräsentativer Bau des Historismus, verkehrshistorisch und baugeschichtlich von Bedeutung | 09288702 |
| Direkt Bild zu diesem Denkmal hochladen | Wehrbrücke | (Karte) | bezeichnet 1832 (Straßenbrücke)                                       | Bogenbrücke, davor Wehr; technikgeschichtlich von Bedeutung | 09288697 |
| Direkt Bild zu diesem Denkmal hochladen | Bahnhof Neukirch-West | (Karte) | um 1880 (Empfangsgebäude)                                             | Bahnhof Neukirch-West und Nebengebäude (Güterabfertigung, Lokschuppen); ortsgeschichtlich und technikgeschichtlich von Bedeutung                                                                            | 09288331 |
| Direkt Bild zu diesem Denkmal hochladen | Armsäule | (Karte) | 19. Jahrhundert (Wegestein)                                           | verkehrshistorisch von Bedeutung | 09288930 |
| Direkt Bild zu diesem Denkmal hochladen | Dampfsägewerk Hensel | (Karte) | nach 1870 (Sägewerk); 1935 (Dampfmaschine)                            | Wohnhaus und Sägewerk, mit Dampfmaschine (Lokomobile) im Mittelteil; technikgeschichtlich von Bedeutung | 09288811 |
| Direkt Bild zu diesem Denkmal hochladen | Max Pöge Sägegatter | (Karte) | 1839/1849 (Schmiede und Maschinenfabrik); 1866/1868 (Eisengießerei)   | Fabrikgebäude (zwei Hallen an der Dresdner Straße) mit Einfriedung und Zwischengebäude; Zwischengebäude 1839 (Gebr. Berthold/Schmiede), technikgeschichtlich und sozialgeschichtlich von Bedeutung          | 09288880 |
| Direkt Bild zu diesem Denkmal hochladen | Bogenbrücke über die Wesenitz | (Karte) | 19. Jahrhundert (Straßenbrücke)                                       | verkehrshistorisch von Bedeutung | 09288699 |
| Direkt Bild zu diesem Denkmal hochladen | Transformatorenhaus | (Karte) | 1890er Jahre (Transformatorenstation)                                 | Zeugnis für die Elektrifizierung des Ortes | 09288298 |
| Direkt Bild zu diesem Denkmal hochladen | Fabrikgebäude mit turmähnlichem Anbau und Pförtnerhaus | (Karte) | um 1875 (Fabrikgebäude); 19. Jahrhundert (Pförtnerhaus)               | lang gestreckter verputzter Fabrikbau mit Klinkergliederungselementen, turmähnlicher Anbau mit Rundbogenfries, ortsgeschichtlich und baugeschichtlich von Bedeutung                                         | 09304083 |
| Direkt Bild zu diesem Denkmal hochladen | Zwieback-Fabrik | (Karte) | 1. Hälfte 19. Jahrhundert (Wohnhaus)                                  | Fabrikgebäude und Wohnhaus, Wohnhaus mit Vorbau in Umgebindeform und seitlichem Anbau; baugeschichtlich und ortsgeschichtlich von Bedeutung                                                                 | 09288365 |
|                                         | Königlich-Sächsische Meilensteine (Sachgesamtheit) | (Karte) | 19. Jahrhundert (Meilenstein, Kopie 20. Jahrhundert)                  | Meilenstein (Kopie); zum Kilometerstein umgearbeitet, verkehrshistorisch von Bedeutung | 09288694 |
| Direkt Bild zu diesem Denkmal hochladen | Mittelmühle | (Karte) | 1628 (Mühle); 1735 urkundlich erwähnt (Mühle)                         | Wohnhaus, Mühle und Mühlgraben sowie Wehr und rückwärtige Stützmauer; baugeschichtlich und technikgeschichtlich von Bedeutung                                                                               | 09288693 |
| Direkt Bild zu diesem Denkmal hochladen | Sachgesamtheit Königlich-Sächsische Triangulierung ("Europäische Gradmessung im Königreich Sachsen"); Station 6 Valtenberg; König-Johann-Turm (Valtenbergturm) | (Karte) | 1856–1857 (Aussichtsturm); bezeichnet 1864–1866 (Triangulationssäule) | Aussichtsturm mit Triangulationsstein Station 1. Ordnung; Aussichtsturm baugeschichtlich und ortsgeschichtlich von Bedeutung, Triangulationspunkt, vermessungsgeschichtlich von Bedeutung                   | 09288937 |
| Direkt Bild zu diesem Denkmal hochladen | westlicher Gebäudeflügel einer Fabrikanlage | (Karte) | 3. Drittel 19. Jahrhundert (Fabrik)                                   | baugeschichtlich und technikgeschichtlich von Bedeutung | 09288749 |
| Direkt Bild zu diesem Denkmal hochladen | Brunnenhaus |         | bezeichnet 1922 (Brunnenhaus)                                         | Zeugnis der historischen Wasserversorgung, technikgeschichtlich von Bedeutung | 09288730 |
| Direkt Bild zu diesem Denkmal hochladen | Valtentalmühle | (Karte) | um 1880 und um 1900 (Fabrikantenvilla)                                | Fabrikantenvilla, Stall und Produktionsgebäude mit Durchfahrt einer ehemaligen Mühle; baugeschichtlich und ortsgeschichtlich von Bedeutung                                                                  | 09288733 |
| Direkt Bild zu diesem Denkmal hochladen | Knochenmühle | (Karte) | Mitte 19. Jahrhundert (Mühle)                                         | Wohnstallhaus, Mühle und Mühlentechnik; baugeschichtlich und technikgeschichtlich von Bedeutung | 09288924 |
| Direkt Bild zu diesem Denkmal hochladen | Fabrikgebäude | (Karte) | bezeichnet 1904 (Fabrikgebäude)                                       | Vordergebäude, baugeschichtlich und technikgeschichtlich von Bedeutung | 09288745 |

## Obergurig
| Bild                                    | Bezeichnung | Lage                    | Datierung | Beschreibung | ID       |
| --------------------------------------- | --- | ----------------------- | --- | --- | -------- |
| Direkt Bild zu diesem Denkmal hochladen | Brunnenstube | Großdöbschütz (Karte)   | | ortsgeschichtlich von Bedeutung | 09252922 |
| Direkt Bild zu diesem Denkmal hochladen | Eisenbahnbrücke über die Spree                                                                                          | Großdöbschütz (Karte)   | 1876/1877 (Eisenbahnbrücke) | sieben Bögen, die drei mittleren aus Granit-Haustein, baugeschichtlich, eisenbahngeschichtlich und technikgeschichtlich von Bedeutung | 09252915 |
| Weitere Bilder                          | Pink-Mühle | Großdöbschütz (Karte)   | bezeichnet 1802, Wohnmühlenhaus (Mühle); bezeichnet 1838, Radkammer (Mühle); um 1800 (Scheune); bezeichnet 1803 (Seitengebäude); um 1800 (Nebengebäude) | Wohnmühlenhaus, südlich angrenzende Radkammer, daran anschließendes Nebengebäude, östliches Seitengebäude, nördliche Scheune, Mühlentechnik eines Mühlengehöftes sowie Teile des Mühlgrabens und Granit-Zaunpfeiler der Einfriedung; ehem. Wassermühle, Wohnmühlenhaus verputzter Bruchsteinbau mit Krüppelwalmdach und fünf Fledermausgaupen, die anderen Gebäude massiv mit Krüppelwalmdächern, baugeschichtlich, ortsgeschichtlich und technikgeschichtlich von Bedeutung | 09251513 |
| Weitere Bilder                          | Spreebrücke Obergurig; Böhmische Brücke                                                                                 | Kleindöbschütz (Karte)  | bezeichnet 1724 (Straßenbrücke) | Brücke über die Spree; Bogenbrücke mit zwei ungleichen Bögen aus Natursteinen, baugeschichtlich und technikgeschichtlich von Bedeutung sowie landschaftsprägend | 09252914 |
| Direkt Bild zu diesem Denkmal hochladen | Mühle, drei Steindeckerbrücken und Mühlgraben mit Schütz                                                                | Obergurig (Karte)       | in zwei Türstöcken bezeichnet 1803 (Mühle); 19. Jahrhundert, Steindeckerbrücken (Brücke)                                                                | Mühlgebäude breit gelagerter barocker Putzbau mit Krüppelwalmdach, Dachhecht und drei Fledermausgaupen, baugeschichtlich, ortsgeschichtlich und technikgeschichtlich von Bedeutung | 09252927 |
| Direkt Bild zu diesem Denkmal hochladen | Papierfabrik Obergurig (ehem.)                                                                                          | Obergurig (Karte)       | bezeichnet 1910–1922 (Fabrikgebäude); um 1850 (Wehr); 1853 bezeichnet (Mühlgraben)                                                                      | Produktionsgebäude der ehem. Papierfabrik, Wehranlage mitsamt umgebender Ufermauer, Mühlgraben und Kaplanturbine; dreigeschossiges Produktionsgebäude mit Durchfahrt, Putzfassade mit markantem Uhrenturm mit Pyramidendach, frühe Betonkonstruktion, baugeschichtlich, ortsgeschichtlich und industriegeschichtlich von Bedeutung, Kaplanturbine technikgeschichtlich bedeutend und von Seltenheitswert                                                                     | 09252931 |
| Direkt Bild zu diesem Denkmal hochladen | Wegestein | Schwarznaußlitz (Karte) | 19. Jahrhundert (Wegestein) | verkehrsgeschichtlich von Bedeutung | 09252935 |
| Direkt Bild zu diesem Denkmal hochladen | Wegestein | Singwitz (Karte)        | 19. Jahrhundert (Wegestein) | verkehrsgeschichtlich von Bedeutung | 09252936 |
| Direkt Bild zu diesem Denkmal hochladen | Wegestein | Singwitz (Karte)        | 19. Jahrhundert (Wegestein) | verkehrsgeschichtlich von Bedeutung | 09252937 |
| Direkt Bild zu diesem Denkmal hochladen | Westliches Wohnhaus, südliches Wohnmühlenhaus und nördliche Scheune eines Mühlengehöftes sowie zwei Toreinfahrtspfeiler | Singwitz (Karte)        | Türstock bezeichnet 1827 (Mühle); bezeichnet 1868 (Wohnmühlenhaus); bezeichnet 1827 (Wohnhaus); 1817 (Scheune)                                          | baugeschichtlich, ortsgeschichtlich und technikgeschichtlich von Bedeutung, landschaftsprägend | 09252941 |
| Direkt Bild zu diesem Denkmal hochladen | Turbinenhaus mit gesamtem Wasserbau (Wehr, Zulauf, Ablauf) und innere technische Anlage (Turbine)                       | Singwitz (Karte)        | 1916 (Turbinenhaus) | Haus mit stilisiertem Ornament, technikgeschichtlich von Bedeutung | 09252942 |
|                                         | Ehem. Kesselhaus | Singwitz (Karte)        | 1910er Jahre (Kesselund Maschinenhaus) | Putzbau mit Thermengiebeln und Pilasterordnung, Mittelrisalit mit Turm, baugeschichtlich und technikgeschichtlich von Bedeutung | 09252943 |

## Ohorn
| Bild                                    | Bezeichnung | Lage    | Datierung                   | Beschreibung                        | ID       |
| --------------------------------------- | ----------- | ------- | --------------------------- | ----------------------------------- | -------- |
| Direkt Bild zu diesem Denkmal hochladen | Wegestein   | (Karte) | 19. Jahrhundert (Wegestein) | verkehrsgeschichtlich von Bedeutung | 09289531 |
| Direkt Bild zu diesem Denkmal hochladen | Wegestein   | (Karte) | bezeichnet 1912 (Wegestein) | verkehrsgeschichtlich von Bedeutung | 09289522 |
| Direkt Bild zu diesem Denkmal hochladen | Wegestein   | (Karte) | um 1912 (Wegestein)         | verkehrsgeschichtlich von Bedeutung | 09289521 |
| Direkt Bild zu diesem Denkmal hochladen | Wegestein   | (Karte) | bezeichnet 1922 (Wegestein) | verkehrsgeschichtlich von Bedeutung | 09289523 |

## Oßling
| Bild                                    | Bezeichnung | Lage              | Datierung                                 | Beschreibung | ID       |
| --------------------------------------- | --- | ----------------- | ----------------------------------------- | --- | -------- |
| Direkt Bild zu diesem Denkmal hochladen | Esse | Lieske (Karte)    | 19. Jahrhundert (Schornstein)             | rechteckiger Backsteinbau von ca. 15 m Höhe, mit Storchennest, technikgeschichtlich und ortsbildprägend von Bedeutung                                                                                     | 09228484 |
| Direkt Bild zu diesem Denkmal hochladen | Alte Mühle | Milstrich (Karte) | 1. Hälfte 19. Jahrhundert (Seitengebäude) | Seitengebäude und Verbindungsbau über dem Mühlgraben sowie Mühlgraben und Mühlrad eines Mühlenanwesens; Seitengebäude Obergeschoss Fachwerk, ruinös, baugeschichtlich und ortsgeschichtlich von Bedeutung | 09284084 |
| Weitere Bilder                          | Sachgesamtheit Königlich-Sächsische Triangulierung (»Europäische Gradmessung im Königreich Sachsen«); Station 1 Ossling | Oßling (Karte)    | bezeichnet 1864 (Triangulationssäule)     | Triangulationsstein, Station 1. Ordnung; vermessungsgeschichtlich von Bedeutung | 09304061 |
| Direkt Bild zu diesem Denkmal hochladen | Krebsmühle | Trado (Karte)     | bezeichnet 1788 (Trog)                    | Stampftrog der ehemaligen Hirsestampfe; technikgeschichtlich von Bedeutung | 09228485 |
| Direkt Bild zu diesem Denkmal hochladen | Wegestein | Weißig (Karte)    | 19. Jahrhundert (Wegestein)               | verkehrsgeschichtlich von Bedeutung | 09228429 |
| Weitere Bilder                          | Wegestein | Weißig (Karte)    | 19. Jahrhundert (Wegestein)               | verkehrsgeschichtlich von Bedeutung | 09228422 |

## Ottendorf-Okrilla
| Bild                                    | Bezeichnung                        | Lage                      | Datierung | Beschreibung | ID       |
| --------------------------------------- | ---------------------------------- | ------------------------- | --- | --- | -------- |
| Direkt Bild zu diesem Denkmal hochladen | Wasserzuführungsanlage             | Grünberg (Karte)          | um 1900 (Wassergraben) | einzige in Sachsen bekannte Wasserzuführungsanlage über eine Entfernung von über 1000 m mit geringem Gefälle und zwischenliegendem Freispiegeldüker zur Energiegewinnung (Turbine), technikgeschichtlich von Bedeutung | 09284142 |
|                                         | Schirmermühle                      | Grünberg (Karte)          | 2, Hälfte 19. Jahrhundert (Mühle); bezeichnet 1866 (Müllerwohnhaus)                                                           | Müllerwohnhaus, Mühlgebäude und Nebengebäude einer Mühlenanlage sowie Mühlgraben; Putzbauten, ortsgeschichtlich und technikgeschichtlich von Bedeutung | 09283249 |
| Direkt Bild zu diesem Denkmal hochladen | Zwei Wegesteine                    | Hermsdorf (Karte)         | 19. Jahrhundert (Wegestein)                                                                                                   | verkehrsgeschichtlich von Bedeutung | 09303902 |
| Direkt Bild zu diesem Denkmal hochladen | Transformatorenhäuschen            | Hermsdorf (Karte)         | um 1910 (Transformatorenstation)                                                                                              | turmartiger Putzbau mit Zeltdach, baugeschichtlich und technikgeschichtlich von Bedeutung | 09283855 |
| Weitere Bilder                          | Wegestein                          | Hermsdorf (Karte)         | 19. Jahrhundert (Wegestein)                                                                                                   | verkehrsgeschichtlich von Bedeutung | 09303901 |
| Weitere Bilder                          | Schlossmühle                       | Hermsdorf (Karte)         | bezeichnet 1841 (Nr. 3); bezeichnet 1840 (Nr. 5); um 1840 (Mühle)                                                             | Wohnhaus (Nr. 3), Müllerwohnhaus (Nr. 5) und Mühlengebäude (gegenüber Nr. 5) der ehem. Schlossmühle; baugeschichtlich, ortsgeschichtlich und technikgeschichtlich von Bedeutung | 09283845 |
| Direkt Bild zu diesem Denkmal hochladen | Alte Schneidemühle; Mühle Medingen | Medingen (Karte)          | Anfang 18. Jahrhundert (Mühle)                                                                                                | Mühlengebäude mit altem Sägegatter; zum Mühlenkomplex gehören auch Gebäude Dorfstraße 1, 3, 5, siehe dort, ortsgeschichtlich und technikgeschichtlich von Bedeutung | 09284095 |
| Weitere Bilder                          | Transformatorenhäuschen            | Medingen (Karte)          | 1920er Jahre (Transformatorenstation)                                                                                         | Putzbau mit Schieferturm, technikgeschichtlich von Bedeutung | 09284119 |
| Direkt Bild zu diesem Denkmal hochladen | Alte Schneidemühle; Mühle Medingen | Medingen (Karte)          | bezeichnet 1860 (Nr. 3, 5); 1. Hälfte 19. Jahrhundert (Mühle); 19. Jahrhundert (Nr. 1); 19. Jahrhundert (zu Nr. 1 und Nr. 5a) | Mühlenanwesen mit Wohnhaus (bestehend aus zwei Teilen Nr. 3, 5), Scheune und Stallungen im Winkel (Nr. 5a), Wohnhaus und Seitengebäude (Nr. 1) jenseits des Mühlgrabens mit Übergang sowie der Mühlgraben; zum Mühlenkomplex gehört auch Gebäude Alte Ottendorfer Straße 10, siehe dort, baugeschichtlich und technikgeschichtlich von Bedeutung ortsgeschichtlich von Bedeutung | 09284094 |
| Direkt Bild zu diesem Denkmal hochladen | Steinmetzmühle                     | Ottendorf-Okrilla (Karte) | Musterbäckereianlage mit Wohngebäude und Verkaufsl (Mühle); 1930er Jahre (Müllerwohnhaus)                                     | Mühle mit angebauter Bäckerei und Müllerwohnhaus mit Bäckerladen; Wohnhaus mit figürlicher Bauplastik, Figur einer Mutter mit zwei Kindern und einem Laib Brot auf Konsole, mit Insignien der Mühle, baugeschichtlich und technikgeschichtlich von Bedeutung | 09284147 |
| Direkt Bild zu diesem Denkmal hochladen | Fabrikgebäude des ehem. Gaswerkes  | Ottendorf-Okrilla (Karte) | Anfang 20. Jahrhundert (Gaswerk)                                                                                              | basilikaler Baukörper mit aufwändiger Klinkergliederung und repräsentativer Straßenfassade, baugeschichtlich und technikgeschichtlich von Bedeutung | 09284141 |
| Direkt Bild zu diesem Denkmal hochladen | Wehr                               | Ottendorf-Okrilla         | 1. H. 20. Jahrhundert (Wehr)                                                                                                  | Dreifelderwehr mit unterschiedlich breiten Feldern von Seltenheitswert, technikgeschichtliche und ortsgeschichtliche Bedeutung | 09306002 |

## Panschwitz-Kuckau
| Bild                                    | Bezeichnung                                                                        | Lage                       | Datierung | Beschreibung | ID       |
| --------------------------------------- | ---------------------------------------------------------------------------------- | -------------------------- | --- | --- | -------- |
| Direkt Bild zu diesem Denkmal hochladen | Wegestein                                                                          | Alte Ziegelscheune (Karte) | 19. Jahrhundert (Wegestein) | verkehrsgeschichtlich von Bedeutung | 09304324 |
| Direkt Bild zu diesem Denkmal hochladen | Wegestein                                                                          | Cannewitz (Karte)          | 19. Jahrhundert (Wegestein) | verkehrsgeschichtlich von Bedeutung | 09227994 |
| Direkt Bild zu diesem Denkmal hochladen | Wegestein                                                                          | Cannewitz (Karte)          | 19. Jahrhundert (Wegestein) | verkehrsgeschichtlich von Bedeutung | 09227986 |
| Direkt Bild zu diesem Denkmal hochladen | Wegestein                                                                          | Glaubnitz (Karte)          | 19. Jahrhundert (Wegestein) | verkehrsgeschichtlich von Bedeutung | 09228003 |
| Direkt Bild zu diesem Denkmal hochladen | Wegestein                                                                          | Glaubnitz (Karte)          | 19. Jahrhundert (Wegestein) | verkehrsgeschichtlich von Bedeutung | 09228002 |
| Direkt Bild zu diesem Denkmal hochladen | Mühlengebäude, Scheune und Seitengebäude eines Mühlenanwesens                      | Glaubnitz                  | bezeichnet 1840 (Mühle) | Mühlengebäude Obergeschoss Fachwerk verbrettert, Seitengebäude Obergeschoss Fachwerk verputzt, Scheune verbrettert, baugeschichtlich, technikgeschichtlich und ortsgeschichtlich von Bedeutung                                         | 09228001 |
| Direkt Bild zu diesem Denkmal hochladen | Wegestein                                                                          | Kaschwitz (Karte)          | bezeichnet 1848 (Wegestein) | verkehrsgeschichtlich von Bedeutung | 09227920 |
| Direkt Bild zu diesem Denkmal hochladen | Wegestein                                                                          | Lehndorf (Karte)           | 19. Jahrhundert (Wegestein) | verkehrsgeschichtlich von Bedeutung | 09227864 |
| Direkt Bild zu diesem Denkmal hochladen | Wegestein                                                                          | Ostro (Karte)              | bezeichnet 1831 (Wegestein) | verkehrsgeschichtlich von Bedeutung | 09227952 |
| Direkt Bild zu diesem Denkmal hochladen | Wegestein                                                                          | Ostro (Karte)              | 19. Jahrhundert (Wegestein) | verkehrsgeschichtlich von Bedeutung | 09227951 |
|                                         | Rundbogenbrücke über das Klosterwasser                                             | Ostro (Karte)              | bezeichnet 1736 (Straßenbrücke) | baugeschichtlich von Bedeutung | 09227942 |
| Direkt Bild zu diesem Denkmal hochladen | Wegestein                                                                          | Ostro (Karte)              | 19. Jahrhundert (Wegestein) | verkehrsgeschichtlich von Bedeutung | 09227950 |
| Weitere Bilder                          | Kupfermühle                                                                        | Panschwitz-Kuckau (Karte)  | bezeichnet 1777 (Mühle) | Wohnhaus mit Mühlenanbau sowie Mühlgraben und Steindeckerbrücke; ortsgeschichtlich und technikgeschichtlich von Bedeutung | 09227849 |
| Direkt Bild zu diesem Denkmal hochladen | Rundbogenbrücke über das Klosterwasser, mit Wehr                                   | Panschwitz-Kuckau (Karte)  | bezeichnet 1845 (Straßenbrücke) | baugeschichtlich und technikgeschichtlich von Bedeutung | 09227850 |
| Direkt Bild zu diesem Denkmal hochladen | Wegestein                                                                          | Panschwitz-Kuckau (Karte)  | 19. Jahrhundert (Wegestein) | verkehrsgeschichtlich von Bedeutung | 09227863 |
| Direkt Bild zu diesem Denkmal hochladen | Wegestein                                                                          | Panschwitz-Kuckau (Karte)  | 19. Jahrhundert (Wegestein) | verkehrsgeschichtlich von Bedeutung | 09301242 |
| Direkt Bild zu diesem Denkmal hochladen | Wegestein                                                                          | Säuritz (Karte)            | 19. Jahrhundert (Wegestein) | verkehrsgeschichtlich von Bedeutung | 09227953 |
| Direkt Bild zu diesem Denkmal hochladen | Seitengebäude mit Oberlaube eines ehem. Vierseithofes inkl. technische Ausstattung | Säuritz (Karte)            | 1733, lt. Dendro (Seitengebäude); zw. 1780 u. 1840, nördlicher Anbau (Seitengebäude); 19. Jahrhundert (Bandsäge); 19. Jahrhundert (Drehbank); 19. Jahrhundert (Windfege) | weitgehend unverändert erhalten, Teil der ursprünglichen Ortsbebauung, wirtschaftsgeschichtlich und besonders baugeschichtlich von Bedeutung, Ausstattung technikgeschichtlich von Interesse und inzwischen von großem Seltenheitswert | 09227955 |
| Direkt Bild zu diesem Denkmal hochladen | Wegestein                                                                          | Schweinerden (Karte)       | 2. Hälfte 19. Jh (Wegestein) | verkehrsgeschichtlich von Bedeutung | 09227989 |
| Direkt Bild zu diesem Denkmal hochladen | Wegestein                                                                          | Schweinerden (Karte)       | bezeichnet 1834 (Wegestein) | verkehrsgeschichtlich von Bedeutung | 09227982 |
| Direkt Bild zu diesem Denkmal hochladen | Wegestein                                                                          | Schweinerden (Karte)       | 2. Hälfte 19. Jahrhundert (Wegestein) | verkehrsgeschichtlich von Bedeutung | 09301705 |
| Direkt Bild zu diesem Denkmal hochladen | Mühlenanwesen (Zweiseithof) mit Wohnstallhaus und Nebengebäude                     | Schweinerden (Karte)       | 1653 (Mühle); 1680 Dendro v. 9. Mai 2016 (Mühle) | Hofstruktur erhalten, baugeschichtlich, hausgeschichtlich und straßenbildprägend von Bedeutung | 09227975 |
| Direkt Bild zu diesem Denkmal hochladen | Wegestein                                                                          | Siebitz (Karte)            | 19. Jahrhundert (Wegestein) | verkehrsgeschichtlich von Bedeutung | 09227908 |
| Direkt Bild zu diesem Denkmal hochladen | Wegestein                                                                          | Tschaschwitz (Karte)       | 19. Jahrhundert (Wegestein) | verkehrsgeschichtlich von Bedeutung | 09227912 |

## Pulsnitz, Stadt
| Bild                                    | Bezeichnung | Lage                  | Datierung                                                              | Beschreibung | ID       |
| --------------------------------------- | --- | --------------------- | ---------------------------------------------------------------------- | --- | -------- |
| Direkt Bild zu diesem Denkmal hochladen | Hartbachmühle | Friedersdorf (Karte)  | bezeichnet 1826 (Wohnhaus)                                             | Müllerwohnhaus mit winkligem Anbau, Mühlengebäude mit Mühlentechnik und Schornstein eines Mühlenanwesens; baugeschichtlich, ortsgeschichtlich und technikgeschichtlich von Bedeutung | 09275394 |
| Direkt Bild zu diesem Denkmal hochladen | Mißbachmühle | Friedersdorf (Karte)  | Türstock bezeichnet 1807 (Mühle)                                       | Wohnmühlenhaus; Obergeschoss und Giebel mit aufwendigem Sicht-Fachwerk, breit gelagerter Baukörper mit Krüppelwalmdach und Dachhäuschen, Sandsteintürgewände mit bezeichnet Schlussstein, baugeschichtlich, ortsgeschichtlich und technikgeschichtlich von Bedeutung | 09228210 |
|                                         | Wegestein | Oberlichtenau (Karte) | 19. Jahrhundert (Wegestein)                                            | ortshistorisch und verkehrshistorisch von Bedeutung | 09227259 |
| Weitere Bilder                          | Sachgesamtheit Königlich-Sächsische Triangulierung ("Europäische Gradmessung im Königreich Sachsen"); Station 10 Keulenberg; Aussichtsturm Keulenberg | Oberlichtenau (Karte) | bezeichnet 1925 (Aussichtsturm); bezeichnet 1864 (Triangulationssäule) | Aussichtsturm mit Triangulationssäule, Station 1. Ordnung; ortsgeschichtlich und technikgeschichtlich von Bedeutung | 09227266 |
| Direkt Bild zu diesem Denkmal hochladen | Niedermühle | Oberlichtenau (Karte) | Mitte oder 2. Hälfte 19. Jahrhundert (Mühle)                           | Mühlengebäude mit Technik und Wohnhausanbau; Mühlengebäude Putzbau, Wohnhausanbau Obergeschoss Fachwerk verputzt, Frackdach, lange Hechtgaupe, Erdgeschoss Fenstergewände und Türstock aus Granit, baugeschichtlich, ortsgeschichtlich und technikgeschichtlich von Bedeutung | 09227257 |
| Direkt Bild zu diesem Denkmal hochladen | Rundbogenbrücke über die Pulsnitz | Oberlichtenau (Karte) | 19. Jahrhundert (Straßenbrücke)                                        | baugeschichtlich und ortsbildprägend von Bedeutung | 09227246 |
| Direkt Bild zu diesem Denkmal hochladen | Rundbogenbrücke über die Pulsnitz | Oberlichtenau (Karte) | 19. Jahrhundert (Straßenbrücke)                                        | baugeschichtlich und ortsbildprägend von Bedeutung | 09227247 |
| Direkt Bild zu diesem Denkmal hochladen | Rundbogenbrücke über die Pulsnitz | Oberlichtenau (Karte) | 19. Jahrhundert (Straßenbrücke)                                        | baugeschichtlich und ortsbildprägend von Bedeutung | 09227250 |
| Direkt Bild zu diesem Denkmal hochladen | Walkmühle | Pulsnitz (Karte)      | 17. Jahrhundert, lt. Zeitung um 1672 (Ortschronist)                    | Mühlengebäude mit Backofen (Fachwerk); baugeschichtlich und technikgeschichtlich von Bedeutung | 09275591 |
| Direkt Bild zu diesem Denkmal hochladen | Eisenbahnbrücke mit mehreren Pfeilern aus unregelmäßigen Granitsteinen, darüber Eisenträger                                                           | Pulsnitz (Karte)      | nach 1900 (Eisenbahnbrücke)                                            | technikgeschichtlich von Bedeutung | 09275655 |
| Direkt Bild zu diesem Denkmal hochladen | Blaudruckwerkstatt Pulsnitz | Pulsnitz (Karte)      | um 1800 (Wohnhaus)                                                     | Wohnhaus in offener Bebauung und Hofgebäude (Werkstatt) mit original erhaltener technischer Ausstattung sowie Sammlung von ca. 1.200 Druckmodeln; baugeschichtlich, sozialgeschichtlich und technikgeschichtlich von Bedeutung | 09275479 |
| Direkt Bild zu diesem Denkmal hochladen | Färberei Hauptmann | Pulsnitz (Karte)      | um 1910, Kern älter (Textilindustrieanlagenteil)                       | Fabrikgebäude in geschlossener Bebauung; heute gewerblich genutzt, städtebaulich und technikgeschichtlich von Bedeutung | 09275397 |
| Direkt Bild zu diesem Denkmal hochladen | Bahnhof Pulsnitz | Pulsnitz (Karte)      | 1870/1880 (Empfangsgebäude)                                            | Empfangsgebäude des Bahnhofs; eisenbahngeschichtlich von Bedeutung | 09275592 |
| Direkt Bild zu diesem Denkmal hochladen | Wohnhaus (ehem. Fabrikantenwohnhaus) und Einfriedung, im hinteren Bereich Werksgebäude und Klinkerbau mit Maschinen                                   | Pulsnitz (Karte)      | bezeichnet 1883 (Wohnhaus)                                             | baugeschichtlich und straßenbildprägend von Bedeutung | 09275522 |
| Direkt Bild zu diesem Denkmal hochladen | Wohnhaus in geschlossener Bebauung mit Durchfahrt, fünf Fabrikgebäude im hinteren Bereich (Gebäudekomplex um Hof) und Toreinfahrt                     | Pulsnitz (Karte)      | bezeichnet 1817 (Wohnhaus); um 1900 (Fabrikgebäude)                    | baugeschichtlich und technikgeschichtlich von Bedeutung | 09275614 |
| Direkt Bild zu diesem Denkmal hochladen | Bandweberei C. G. Hübner | Pulsnitz (Karte)      | um 1850 (Hauptbau); Ende 19. Jahrhundert (Klinkeranbau)                | Fabrikanlage mit rechtwinkligem Gebäudeflügel an Grüner Straße [viergeschossiger Fabrikbau mit zweigeschossigem Anbau an Grüner Straße und Gebäudeflügel (teilweise mit Shedddächern) in Verlängerung der Gartenstraße], Mauerzug Fabrikstraße / Grüne Straße mit Hofeinfahrt und dreigeschossiges Gebäude an der Grünen Straße (Klinkerfassade); orts- und produktionsgeschichtliche Bedeutung | 09275569 |
| Direkt Bild zu diesem Denkmal hochladen | Wohnhaus in geschlossener Bebauung mit Hintergebäude (Dachgeschoss Fachwerk) und Brennhaus (mit Brennofen) der Töpferei                               | Pulsnitz (Karte)      | 1. Hälfte 19. Jahrhundert (Wohnhaus)                                   | baugeschichtlich und ortsgeschichtlich von Bedeutung | 09275622 |
| Direkt Bild zu diesem Denkmal hochladen | Bandweberei und Bandfärberei Hempel | Pulsnitz (Karte)      | nach 1767 (Textilindustrieanlagenteil); bezeichnet 1789 (Wohnhaus)     | Wohnhaus (Rückseite Fachwerk) mit hofseitigem Anbau und Färbebänke; baugeschichtlich, ortsgeschichtlich und technikgeschichtlich von Bedeutung | 09275381 |
| Direkt Bild zu diesem Denkmal hochladen | Brunnen oder Pferdetränke aus Sandstein | Pulsnitz (Karte)      | 2. Hälfte 18. Jahrhundert (Brunnen)                                    | sozialgeschichtlich von Bedeutung | 09275382 |
| Direkt Bild zu diesem Denkmal hochladen | Uferbefestigung der Pulsnitz mit Granitstegen | Pulsnitz              | 19. Jahrhundert (Uferbefestigung)                                      | verläuft parallel zur Schulstraße, als Grenzfluss zwischen Böhmen und der Markgrafschaft Meißen ortsgeschichtlich von Bedeutung, straßenbildprägend | 09275476 |
|                                         | Kursächsische Postmeilensäulen (Sachgesamtheit) | Pulsnitz (Karte)      | bezeichnet 1731 (Postdistanzsäule)                                     | Postmeilensäule, mit Einfriedung; Kopie einer Distanzsäule, verkehrsgeschichtlich von Bedeutung | 09275644 |

## Puschwitz
| Bild                                    | Bezeichnung  | Lage                  | Datierung                     | Beschreibung                        | ID       |
| --------------------------------------- | ------------ | --------------------- | ----------------------------- | ----------------------------------- | -------- |
| Direkt Bild zu diesem Denkmal hochladen | Wegestein    | Lauske (Karte)        | 19. Jahrhundert (Wegestein)   | verkehrsgeschichtlich von Bedeutung | 09253131 |
| Direkt Bild zu diesem Denkmal hochladen | Wegestein    | Neu-Puschwitz (Karte) | 19. Jahrhundert (Wegestein)   | verkehrsgeschichtlich von Bedeutung | 09253153 |
| Direkt Bild zu diesem Denkmal hochladen | Brunnenstube | Wetro (Karte)         | bezeichnet 1866 (Brunnenhaus) | sozialgeschichtlich von Bedeutung   | 09253148 |
|                                         | Wegestein    | Wetro (Karte)         | 19. Jahrhundert (Wegestein)   | verkehrsgeschichtlich von Bedeutung | 09253146 |
| Direkt Bild zu diesem Denkmal hochladen | Wegestein    | Wetro (Karte)         | 19. Jahrhundert (Wegestein)   | verkehrsgeschichtlich von Bedeutung | 09253145 |

## Räckelwitz
| Bild                                    | Bezeichnung                                                                                         | Lage                | Datierung                      | Beschreibung                                                                                           | ID       |
| --------------------------------------- | --------------------------------------------------------------------------------------------------- | ------------------- | ------------------------------ | --- | -------- |
| Direkt Bild zu diesem Denkmal hochladen | Wegestein                                                                                           | Dreihäuser (Karte)  | 19. Jahrhundert (Wegestein)    | verkehrsgeschichtlich von Bedeutung                                                                    | 09228456 |
| Direkt Bild zu diesem Denkmal hochladen | Teichständer, Schütz, Gehwegplatte und Straßengeländer an der Straße von Rosenthal nach Schmeckwitz | Dreihäuser (Karte)  | bezeichnet 1840 (Teichständer) | technikgeschichtlich von Bedeutung                                                                     | 09228454 |
| Direkt Bild zu diesem Denkmal hochladen | Wegestein                                                                                           | Höflein (Karte)     | 19. Jahrhundert (Wegestein)    | verkehrsgeschichtlich von Bedeutung                                                                    | 09227004 |
| Direkt Bild zu diesem Denkmal hochladen | Bogenbrücke                                                                                         | Höflein (Karte)     | um 1850 (Brücke)               | baugeschichtlich von Bedeutung                                                                         | 09227001 |
| Direkt Bild zu diesem Denkmal hochladen | Wegestein                                                                                           | Höflein (Karte)     | 19. Jahrhundert (Wegestein)    | verkehrsgeschichtlich von Bedeutung                                                                    | 09228492 |
| Weitere Bilder                          | Windrad (Farmer-Rotor)                                                                              | Höflein (Karte)     | um 1900 (Windrad)              | ca. 12 m hoch, zur Wasserhebung für das Gestüt, singulär im Gebiet, technikgeschichtlich von Bedeutung | 09227002 |
| Direkt Bild zu diesem Denkmal hochladen | Wegestein                                                                                           | Höflein (Karte)     | 19. Jahrhundert (Wegestein)    | verkehrsgeschichtlich von Bedeutung                                                                    | 09228450 |
| Direkt Bild zu diesem Denkmal hochladen | Wegestein                                                                                           | Räckelwitz (Karte)  | 19. Jahrhundert (Wegestein)    | verkehrsgeschichtlich von Bedeutung                                                                    | 09228474 |
| Direkt Bild zu diesem Denkmal hochladen | Teichständer und Schütz                                                                             | Schmeckwitz (Karte) | bezeichnet 1810 (Teichständer) | technikgeschichtlich von Bedeutung                                                                     | 09228433 |

## Radeberg, Stadt
| Bild                                    | Bezeichnung | Lage                       | Datierung | Beschreibung | ID       |
| --------------------------------------- | --- | -------------------------- | --- | --- | -------- |
|                                         | Alte Schmiede | Großerkmannsdorf (Karte)   | 18. Jahrhundert (Schmiede) | Schmiede und holzverkleidete Handschwengelpumpe; Putzbau, bestehend aus zwei Gebäudeteilen, Satteldach, baugeschichtlich und straßenbildprägend von Bedeutung | 09283372 |
|                                         | Alte Schmiede | Großerkmannsdorf (Karte)   | bezeichnet 1850 (Schmiede) | Schmiede; Putzbau mit Gurtgesims und Satteldach, ortsgeschichtlich und technikgeschichtlich von Bedeutung | 09283377 |
| Weitere Bilder                          | Windmühle Großerkmannsdorf                                                                                             | Großerkmannsdorf (Karte)   | um 1850 (Mühle) | Turmholländer, Wohnstallhaus und Scheune eines Mühlenanwesens; baugeschichtlich und technikgeschichtlich von Bedeutung | 09283331 |
| Weitere Bilder                          | Grundmühle | Liegau-Augustusbad (Karte) | Hauptbau bezeichnet 1826 (Mühle) | Mühlengebäude mit hinterem Anbau, östliches und nordwestliches Nebengebäude sowie Scheune eines Mühlenanwesens; Mühlengebäude (ehem. Gasthaus), bezeichnet im Schlussstein 1826, östliches Nebengebäude Obergeschoss Fachwerk (ehem. Bäckerei), bezeichnet im Korbbogen 1802, nordwestliches Nebengebäude Obergeschoss Fachwerk, verm. alte Knochenmühle, Holzscheune, baugeschichtlich, ortsgeschichtlich und technikgeschichtlich von Bedeutung | 09275320 |
|                                         | Bruchsteinbogenbrücke über die Röder                                                                                   | Liegau-Augustusbad (Karte) | nach 1800 (Straßenbrücke) | baugeschichtlich und technikgeschichtlich von Bedeutung, als Zuwegung zur "Grundmühle" auch ortsgeschichtlich von Interesse | 09275321 |
|                                         | Buswartehäuschen | Liegau-Augustusbad (Karte) | 1914 (Wartehäuschen) | massiv, verkehrsgeschichtlich von Bedeutung, wegen des Bäderbetriebs auch ortsgeschichtlich von Bedeutung | 09275303 |
| Weitere Bilder                          | Wasserturm | Radeberg (Karte)           | späteres 19. Jahrhundert (Wasserturm) | Wasserturm; an der Eisenbahnanlage gelegen, eisenbahngeschichtlich und technikgeschichtlich von Bedeutung | 09285333 |
| Weitere Bilder                          | Bahnhof Radeberg | Radeberg (Karte)           | 1876 (Personenbahnhof) | Empfangsgebäude und weiteres Bahnhofsgebäude; eisenbahngeschichtlich von Bedeutung | 09285450 |
|                                         | Eisenbahnstrecke Görlitz–Dresden                                                                                       | Radeberg (Karte)           | 1845 (Eisenbahnbrücke) | Eisenbahnbrücke; eisenbahngeschichtlich und baugeschichtlich von Bedeutung | 09285446 |
| Direkt Bild zu diesem Denkmal hochladen | Eschebach-Werk | Radeberg (Karte)           | um 1910 (Fabrik) | Fabrikanlage mit verschiedenen Gebäuden: Haus 1 und 2 (Hauptbau entlang der Straße), Haus 28 (Verwaltungsgebäude) und Haus 29 (wohl ehemalige Garagen); industriegeschichtlich von Bedeutung und straßenbildprägender Wert | 09285486 |
|                                         | Einbogige Sandsteinbrücke                                                                                              | Radeberg (Karte)           | bezeichnet 1891 (Straßenbrücke) | verkehrsgeschichtlich von Bedeutung | 09285319 |
|                                         | Eisenbahnbrücke | Radeberg (Karte)           | um 1900 (Eisenbahnbrücke) | Stahlträger mit Nieten, originales Geländer, verkehrsgeschichtlich und technikgeschichtlich von Bedeutung | 09285444 |
| Weitere Bilder                          | Radeberger Exportbierbrauerei                                                                                          | Radeberg (Karte)           | 1911 (Mälzerei mit Darre); bezeichnet 1906 (Sozial- und Wirtschaftsgebäude)                                                                   | Brauereigebäude entlang der Straße bestehend aus Verwaltung, altem Maschinenhaus und alter Mälzerei mit Darre (1911) sowie Fassadenteil des dahinter liegenden Gebäudes; baugeschichtlich und technikgeschichtlich von Bedeutung | 09285510 |
| Direkt Bild zu diesem Denkmal hochladen | Schornstein | Radeberg (Karte)           | 2. H. 19. Jahrhundert (Schornstein) | industriegeschichtlich von Bedeutung | 09285056 |
| Weitere Bilder                          | Brücke über die Röder                                                                                                  | Radeberg (Karte)           | 19. Jahrhundert (Straßenbrücke) | technikgeschichtlich von Bedeutung | 09285485 |
| Weitere Bilder                          | Feuerwerkslaboratorium Radeberg (ehem.); Sachsenwerk (ehem.); Robotron (ehem.)                                         | Radeberg (Karte)           | 1915–1918 (Fabrikgebäude) | Pförtnerhaus, Toreinfahrt, Verwaltungsgebäude mit Türmchen (Nr. 104), Hauptbau ohne flachen Anbau (Nr. 108), großer Fabrikbau (Nr. 210–213) und Betriebsberufsschule; baugeschichtlich und ortsgeschichtlich von Bedeutung | 09285447 |
| Direkt Bild zu diesem Denkmal hochladen | Fabrik, bestehend aus Verwaltungsbau und nach hinten angebauter Fabrikhalle, Pförtnerhaus und Fabrikantenvilla         | Radeberg (Karte)           | um 1910 (Fabrik) | baugeschichtlich und ortsgeschichtlich von Bedeutung | 09285448 |
| Weitere Bilder                          | Löwenbrücke | Radeberg (Karte)           | 2. Hälfte 19. Jahrhundert (Eisenbahnbrücke)                                                                                                   | Zweibogige Natursteinbrücke; mit plastischen Löwenköpfen im Zwickel zwischen den Bögen, ortsgeschichtlich und verkehrsentwicklungsgeschichtlich von Bedeutung | 09283251 |
| Weitere Bilder                          | Kursächsische Postmeilensäulen (Sachgesamtheit)                                                                        | Radeberg (Karte)           | bezeichnet 1728, Kopie (Postdistanzsäule) | Postmeilensäule; Kopie einer Distanzsäule, verkehrsgeschichtliche Bedeutung | 09304219 |
|                                         | Mittelmühle (ehem.) | Radeberg (Karte)           | um 1850 (Mühle) | Wohnmühlengebäude, Scheune, Wehr und Villa eines ehemaligen Mühlenanwesens; ortsgeschichtliche und ortsbildprägende Bedeutung | 09285142 |
|                                         | Schlossmühle | Radeberg (Karte)           | 18./Anfang 19. Jahrhundert (Mühle) | Mühlenhof mit Mühle mit technischer Ausstattung und Wasserrad, Scheune und Mühlgraben mit Wehr; im Hüttertal gelegen, technikgeschichtlich, baugeschichtlich und ortsgeschichtlich von Bedeutung | 09285519 |
| Weitere Bilder                          | Große Hundestallbrücke                                                                                                 | Radeberg (Karte)           | bezeichnet 1781 (Straßenbrücke) | Einbogige Sandsteinbrücke über die Große Röder; mit aufgemauerter und seitlich abgetreppter Brüstung und Jahreszahl im Schlussstein, baugeschichtlich und landschaftsprägend von Bedeutung | 09285517 |
|                                         | Hüttermühle | Radeberg (Karte)           | 2. Hälfte 19. Jahrhundert (Mühle) | Mühle (vorderer Teil einschließlich Fachwerkteil), Mühlgraben mit Wehr, Mühlrad und zwei Pfeiler mit Kugelaufsätzen; eine von mehreren Mühlen im Hüttertal entlang der Großen Röder, seit 1870 Gastwirtschaft und beliebtes Ausflugsziel, ortsgeschichtlich von Bedeutung | 09285522 |
| Direkt Bild zu diesem Denkmal hochladen | Einbogige Brücke | Radeberg (Karte)           | bezeichnet 1761 (Zufahrtsbrücke) | Zufahrtsbrücke zur Hüttermühle, baugeschichtlich und landschaftsprägend von Bedeutung | 09285521 |
|                                         | Mietshaus in geschlossener Bebauung, mit Laden und Begrenzungsmauer mit eingebauter Remise und Transformatorenhäuschen | Radeberg (Karte)           | um 1908 (Mietshaus) | baugeschichtlich und städtebaulich von Bedeutung | 09285002 |
|                                         | Einbogige Sandsteinquaderbrücke                                                                                        | Radeberg (Karte)           | 19. Jahrhundert (Straßenbrücke) | baugeschichtlich von Bedeutung | 09285506 |
| Direkt Bild zu diesem Denkmal hochladen | Talmühle | Radeberg (Karte)           | 18. Jahrhundert und später (Mühle) | Wohnmühlenhaus (Mühlengebäude oder Müllerwohnhaus) auf verwinkeltem Grundriss und Schuppen (z. T. mit Fachwerk) sowie Mühlgraben (zum großen Teil verschüttet); baugeschichtlich und ortsgeschichtlich von Bedeutung | 09285505 |
| Direkt Bild zu diesem Denkmal hochladen | Zwei Gebäude und Schornstein der ehem. Feilenfabrik (heutige Emailleschmelze)                                          | Radeberg (Karte)           | um 1900 (Fabrikgebäude) | baugeschichtlich und technikgeschichtlich von Bedeutung | 09285504 |
| Direkt Bild zu diesem Denkmal hochladen | Bergmühle | Radeberg (Karte)           | 18. Jahrhundert (Mühle); bezeichnet 1810 (Scheune mit offener Galerie); bezeichnet 1815 (Bruchsteinscheune); bezeichnet 1826 (kleine Scheune) | Mühle, winklige Scheune mit offener Galerie, kleine Scheune und Futterund Saatkeller; älteste Mühle der Stadt, baugeschichtlich und ortsgeschichtlich von Bedeutung | 09285512 |

## Radibor
| Bild                                    | Bezeichnung                                                                                 | Lage                | Datierung                             | Beschreibung | ID       |
| --------------------------------------- | ------------------------------------------------------------------------------------------- | ------------------- | ------------------------------------- | --- | -------- |
| Direkt Bild zu diesem Denkmal hochladen | Wegestein                                                                                   | Brohna (Karte)      | 1. Hälfte 19. Jahrhundert (Wegestein) | verkehrsgeschichtlich von Bedeutung | 09253197 |
| Direkt Bild zu diesem Denkmal hochladen | Wegestein                                                                                   | Camina (Karte)      | 19. Jahrhundert (Wegestein)           | verkehrsgeschichtlich von Bedeutung | 09253187 |
| Direkt Bild zu diesem Denkmal hochladen | Wegestein                                                                                   | Cölln (Karte)       | 1. H. 19. Jahrhundert (Wegestein)     | verkehrshistorisch von Bedeutung | 09253093 |
| Direkt Bild zu diesem Denkmal hochladen | Alte Bäckerei                                                                               | Cölln (Karte)       | vor 1850, Anbau später (Wohnhaus)     | Ehemalige Bäckerei mit Bestandteilen der technischen Ausstattung; ortsgeschichtlich und technikgeschichtlich von Bedeutung. | 09253210 |
| Direkt Bild zu diesem Denkmal hochladen | Wegestein                                                                                   | Grünbusch (Karte)   | 19. Jahrhundert (Wegestein)           | verkehrsgeschichtlich von Bedeutung | 09253188 |
| Direkt Bild zu diesem Denkmal hochladen | Wegestein                                                                                   | Luppedubrau (Karte) | 19. Jahrhundert (Wegestein)           | verkehrsgeschichtlich von Bedeutung | 09253200 |
| Direkt Bild zu diesem Denkmal hochladen | Wegestein                                                                                   | Luttowitz (Karte)   | 19. Jahrhundert (Wegestein)           | verkehrsgeschichtlich von Bedeutung | 09253183 |
| Direkt Bild zu diesem Denkmal hochladen | Gräflich Einsiedelsche Beschlag-Schmiede                                                    | Milkel (Karte)      | bezeichnet 1860 (Schmiede)            | Schmiede; Putzbau mit überstehendem Satteldach, schmalem Vorbau und rhythmisierenden Fenstern mit Rundbogenabschluss, Steinwappen über Tür, ortshistorisch von Bedeutung                                                               | 09253233 |
| Direkt Bild zu diesem Denkmal hochladen | Wohnmühlenhaus, Schneidemühle und Wirtschaftsgebäude mit Hakengrundriss eines Mühlengehöfts | Milkwitz (Karte)    | 1. Hälfte 19. Jahrhundert (Mühle)     | Mühlenwohnhaus Obergeschoss Fachwerk verbrettert, Dachgaupen, Erdgeschoss Granitgewände, kleines Wirtschaftsgebäude: massiv, mit Resten von Putzgliederung, baugeschichtlich, ortsgeschichtlich und technikgeschichtlich von Bedeutung | 09253023 |
| Weitere Bilder                          | Bahnhof Radibor                                                                             | Radibor (Karte)     | um 1905 (Empfangsgebäude)             | Empfangsgebäude des Bahnhofs; Teil eines Ensembles, baugeschichtlich und eisenbahngeschichtlich von Bedeutung | 09253204 |
| Direkt Bild zu diesem Denkmal hochladen | Wegestein                                                                                   | Radibor (Karte)     | 19. Jahrhundert (Wegestein)           | verkehrsgeschichtlich von Bedeutung | 09253174 |
| Direkt Bild zu diesem Denkmal hochladen | Wegestein                                                                                   | Strohschütz (Karte) | 19. Jahrhundert (Wegestein)           | verkehrsgeschichtlich von Bedeutung | 09253018 |

## Ralbitz-Rosenthal
| Bild                                    | Bezeichnung  | Lage               | Datierung                      | Beschreibung                        | ID       |
| --------------------------------------- | ------------ | ------------------ | ------------------------------ | ----------------------------------- | -------- |
| Direkt Bild zu diesem Denkmal hochladen | Wegestein    | Cunnewitz (Karte)  | 19. Jahrhundert (Wegestein)    | verkehrsgeschichtlich von Bedeutung | 09275914 |
| Direkt Bild zu diesem Denkmal hochladen | Teichständer | Laske (Karte)      | bezeichnet 1842 (Teichständer) | technikgeschichtlich von Bedeutung  | 09228273 |
| Direkt Bild zu diesem Denkmal hochladen | Wegestein    | Naußlitz (Karte)   | 19. Jahrhundert (Wegestein)    | verkehrsgeschichtlich von Bedeutung | 09304309 |
| Direkt Bild zu diesem Denkmal hochladen | Wegestein    | Rosenthal (Karte)  | 19. Jahrhundert (Wegestein)    | verkehrsgeschichtlich von Bedeutung | 09228278 |
| Direkt Bild zu diesem Denkmal hochladen | Wegestein    | Schmerlitz (Karte) | 19. Jahrhundert (Wegestein)    | verkehrsgeschichtlich von Bedeutung | 09228261 |
| Direkt Bild zu diesem Denkmal hochladen | Wegestein    | Schmerlitz (Karte) | 19. Jahrhundert (Wegestein)    | verkehrsgeschichtlich von Bedeutung | 09228297 |

## Schirgiswalde-Kirschau, Stadt
| Bild                                    | Bezeichnung                                                  | Lage                       | Datierung                                                        | Beschreibung | ID       |
| --------------------------------------- | ------------------------------------------------------------ | -------------------------- | ---------------------------------------------------------------- | --- | -------- |
| Direkt Bild zu diesem Denkmal hochladen | Eisenbahnstrecke Großpostwitz–Löbau                          | Bederwitz (Karte)          | 20. Juli 1889 20. Dezember 1889 (Eisenbahnbrücke)                | Eisenbahnbrücke über die Spree; vier in Sandstein gemauerte Pfeiler mit Stahlfachwerkbrücke, eisenbahngeschichtlich, baugeschichtlich und technikgeschichtlich von Bedeutung | 09301856 |
| Direkt Bild zu diesem Denkmal hochladen | Wegestein                                                    | Bederwitz (Karte)          | 19. Jahrhundert (Wegestein)                                      | verkehrsgeschichtlich von Bedeutung | 09252816 |
| Direkt Bild zu diesem Denkmal hochladen | Mühlenwohnhaus (Umgebinde) mit Mühlteich und Mühlgraben      | Bederwitz (Karte)          | Schlussstein bezeichnet 1810; wahrscheinlich spätere Umb (Mühle) | Obergeschoss Fachwerk verschiefert, mächtige verschieferte Giebelflächen, profilierte Umgebindestützen, Korbbogenportal, baugeschichtlich und ortsgeschichtlich von Bedeutung | 09252814 |
| Direkt Bild zu diesem Denkmal hochladen | Wegestein                                                    | Callenberg (Karte)         | 19. Jahrhundert (Wegestein)                                      | verkehrsgeschichtlich von Bedeutung | 09252857 |
| Direkt Bild zu diesem Denkmal hochladen | Pulvermühle                                                  | Callenberg (Karte)         | bezeichnet 1850 (Wohnstallhaus)                                  | Wohnmühlenhaus (Umgebinde) mit südlichen Anbauten sowie zwei Seitengebäude eines Mühlenanwesens, mit Hofpflasterung und Brunnen sowie Mühlentechnik, Mühlgraben mit Schütz am Einlauf und Wehr mit Grundablass; Ensemble von baugeschichtlicher, ortsgeschichtlicher und technikgeschichtlicher Bedeutung | 09252869 |
|                                         | Königlich-Sächsische Meilensteine (Sachgesamtheit)           | Halbendorf/Gebirge (Karte) | 19. Jahrhundert (Meilenstein)                                    | Meilenstein; verkehrsgeschichtlich von Bedeutung | 09252825 |
| Direkt Bild zu diesem Denkmal hochladen | Obermühle                                                    | Halbendorf/Gebirge (Karte) | Türstock bezeichnet 1851 (Mühle)                                 | Mühlenwohnhaus (Umgebinde) mit Wassergraben und mittelschlächtigem Wasserrad sowie Mühlsteinen; Wohnhaus Obergeschoss Fachwerk, zum Teil ornamental verschiefert, baugeschichtlich und ortsgeschichtlich von Bedeutung                                                                                    | 09252823 |
| Direkt Bild zu diesem Denkmal hochladen | Niedermühle (ehem.)                                          | Halbendorf/Gebirge (Karte) | 1830 (Mühle)                                                     | Mühlenwohnhaus (Umgebinde) und Reste des Mühlgrabens; Obergeschoss Fachwerk teils verbrettert, teils massiv, baugeschichtlich und ortsgeschichtlich von Bedeutung | 09252828 |
| Direkt Bild zu diesem Denkmal hochladen | Bogenbrücke                                                  | Rodewitz/Spree (Karte)     | bezeichnet 1851 (Straßenbrücke)                                  | mit beidseitigen massiven seitlichen Flügelmauern und befestigter Sohle, baugeschichtlich und technikgeschichtlich von Interesse und von Seltenheitswert geprägt | 09305878 |
| Direkt Bild zu diesem Denkmal hochladen | Wegestein                                                    | Rodewitz/Spree (Karte)     | 19. Jahrhundert (Wegestein)                                      | verkehrsgeschichtlich von Bedeutung | 09252809 |
| Direkt Bild zu diesem Denkmal hochladen | Eisenbahnstrecke Oberoderwitz–Wilthen; Bahnhof Schirgiswalde | Schirgiswalde (Karte)      | 1876/1877 (Empfangsgebäude)                                      | Empfangsgebäude des Bahnhofs Schirgiswalde; zweittypischer Bau mit reicher Putzgliederung, baugeschichtlich und eisenbahngeschichtlich von Bedeutung | 09251272 |
| Direkt Bild zu diesem Denkmal hochladen | Papiermühle; Heimatmuseum                                    | Schirgiswalde (Karte)      | vor 1800 (Papiermühle)                                           | Ehem. Papiermühle, heute Heimatmuseum, mit Brunnen im Hof; Gebäude über winkligem Grundriss, baugeschichtlich, ortsgeschichtlich und technikgeschichtlich von Bedeutung | 09250908 |
| Direkt Bild zu diesem Denkmal hochladen | Kappler-Mühle                                                | Schirgiswalde (Karte)      | um 1805/1810 (Mühle)                                             | Wohnstallhaus der ehemaligen Wassermühle, Radkammer und Wehr; Obergeschoss teils Fachwerk verbrettert, baugeschichtlich und technikgeschichtlich von Bedeutung | 09251177 |
| Direkt Bild zu diesem Denkmal hochladen | Eisenbahnstrecke Oberoderwitz–Wilthen; Viadukt Schirgiswalde | Schirgiswalde (Karte)      | 1874 (Viadukt)                                                   | Eisenbahnviadukt; zehnbogige Eisenbahnbrücke aus Bruchsteinmauerwerk, eisenbahngeschichtlich, baugeschichtlich und technikgeschichtlich von Bedeutung | 09252216 |
| Direkt Bild zu diesem Denkmal hochladen | Königlich-Sächsische Meilensteine (Sachgesamtheit)           | Schirgiswalde              | 19. Jahrhundert (Meilenstein)                                    | Meilenstein; verkehrshistorisch von Bedeutung | 09252186 |

## Schmölln-Putzkau
| Bild                                    | Bezeichnung                                        | Lage                  | Datierung | Beschreibung | ID       |
| --------------------------------------- | -------------------------------------------------- | --------------------- | --- | --- | -------- |
|                                         | Wegestein                                          | Putzkau               | 19. Jahrhundert (Wegestein)                                                                                  | verkehrsgeschichtlich von Bedeutung | 09275080 |
| Direkt Bild zu diesem Denkmal hochladen | Bahnhof Putzkau                                    | Putzkau (Karte)       | 1878/1879 (Empfangsgebäude); 1878/1879 (Nebengebäude)                                                        | Empfangsgebäude und Nebengebäude des Bahnhofs Putzkau; massive Putzbauten, eisenbahngeschichtlich und baugeschichtlich von Bedeutung | 09276003 |
| Direkt Bild zu diesem Denkmal hochladen | Bahnwärterhäuschen mit Nebengebäude                | Putzkau (Karte)       | 1878/1879 (Bahnwärterhaus)                                                                                   | Putzbauten, Bahnwärterhäuschen mit Drempel, eisenbahngeschichtlich und baugeschichtlich von Bedeutung | 09276002 |
| Direkt Bild zu diesem Denkmal hochladen | Putzkauer Viadukt                                  | Putzkau (Karte)       | bezeichnet 1878 (Viadukt)                                                                                    | Eisenbahnviadukt; bestehend aus Granitpfeilern und Sandsteinbögen, eisenbahngeschichtlich, baugeschichtlich und technikgeschichtlich von Bedeutung, ortsbildprägend | 09276004 |
| Direkt Bild zu diesem Denkmal hochladen | Bogenbrücke über die Wesenitz                      | Putzkau (Karte)       | 2. Hälfte 19. Jahrhundert (Straßenbrücke)                                                                    | baugeschichtlich von Bedeutung | 09275989 |
| Direkt Bild zu diesem Denkmal hochladen | Königlich-Sächsische Meilensteine (Sachgesamtheit) | Putzkau (Karte)       | 19. Jahrhundert (Meilenstein)                                                                                | Meilenstein; verkehrshistorisch von Bedeutung | 09275987 |
| Direkt Bild zu diesem Denkmal hochladen | Wegestein                                          | Putzkau (Karte)       | 19. Jahrhundert (Wegestein)                                                                                  | verkehrsgeschichtlich von Bedeutung | 09275646 |
| Direkt Bild zu diesem Denkmal hochladen | Rittergut Putzkau                                  | Putzkau (Karte)       | 18. Jahrhundert (Herrenhaus); um 1700 (Torhaus); um 1800 (Gesindehaus); 19. Jahrhundert (Wirtschaftsgebäude) | Herrenhaus (Nr. 3), südlicher Wirtschaftsflügel mit Gesindewohnhaus (Nr. 4), Torhaus mit Wappen (Nr. 5, 6) und angrenzendes Brauereigebäude mit Schornstein des ehem. Rittergutes; Herrenhaus Obergeschoss Fachwerk verschiefert, Walmdach, Torhaus mit drei Achsen im Obergeschoss, baugeschichtlich und ortsgeschichtlich von Bedeutung | 09275982 |
| Direkt Bild zu diesem Denkmal hochladen | Mahlmühle, Säge- und Hobelwerk Gustav Wobst        | Putzkau (Karte)       | 1840 (Mühle); 1950 (neues Sägewerk)                                                                          | Mühlengebäude mit Mühlentechnik; verbretterter Fachwerkbau mit Lehmausfachung, Krüppelwalmdach, innen noch altes Sägewerk, baugeschichtlich und technikgeschichtlich von Bedeutung | 09276008 |
|                                         | Wegestein                                          | Schmölln/O.L. (Karte) | bezeichnet 1979 (Wegestein)                                                                                  | mit Zunftwappen sowie Inschriften zur Geschichte der Gemeinde Schmölln, ortsgeschichtlich von Bedeutung | 09289136 |
| Direkt Bild zu diesem Denkmal hochladen | Hofemühle                                          | Schmölln/O.L. (Karte) | Kern Mitte 19. Jahrhundert (Mühle)                                                                           | Mühlengebäude; ursprünglich Brett- und Mahlmühle, Putzbau mit Lisenengliederung, baugeschichtlich und ortsgeschichtlich von Bedeutung | 09289119 |
| Direkt Bild zu diesem Denkmal hochladen | Bahnhof Schmölln                                   | Schmölln/O.L. (Karte) | um 1878/1879 (Empfangsgebäude)                                                                               | Empfangsgebäude des Bahnhofs und Nebengebäude mit Anbau; baugeschichtlich, eisenbahngeschichtlich und ortsgeschichtlich von Bedeutung | 09289090 |
| Direkt Bild zu diesem Denkmal hochladen | Niedermühle                                        | Schmölln/O.L. (Karte) | 1. Hälfte 19. Jahrhundert (Mühle)                                                                            | Mühlenanwesen mit Wohnstallhaus und Scheune im rechten Winkel; Wohnstallhaus spätbarocker Putzbau mit Krüppelwalmdach, Scheune verputzter Bruchsteinbau, baugeschichtlich und ortsgeschichtlich von Bedeutung | 09289084 |

## Schönteichen
| Bild                                    | Bezeichnung                                                                         | Lage                | Datierung                                                   | Beschreibung | ID       |
| --------------------------------------- | ----------------------------------------------------------------------------------- | ------------------- | ----------------------------------------------------------- | --- | -------- |
| Direkt Bild zu diesem Denkmal hochladen | Wegestein                                                                           | Biehla (Karte)      | 19. Jahrhundert (Wegestein)                                 | verkehrsgeschichtlich von Bedeutung | 09253425 |
| Direkt Bild zu diesem Denkmal hochladen | Denkmal für die Gefallenen des Ersten Weltkrieges und gegenüber stehender Wegestein | Biehla (Karte)      | nach 1918 (Kriegerdenkmal); 19. Jahrhundert (Wegestein)     | ortsgeschichtlich und verkehrsgeschichtlich von Bedeutung | 09253428 |
| Direkt Bild zu diesem Denkmal hochladen | Wegestein                                                                           | Biehla (Karte)      | 19. Jahrhundert (Wegestein)                                 | verkehrsgeschichtlich von Bedeutung | 09253424 |
| Direkt Bild zu diesem Denkmal hochladen | Knorrmühle                                                                          | Brauna (Karte)      | 1. Erwähnung 1759; bezeichnet 1881; bezeichnet 1854 -S.G.K. | Mühlengehöft mit Wohnmühlenhaus und zwei Torpfeilern, drei rückwärtigen Seitengebäuden sowie Teichständer am Mühlteich; Wohnmühlenhaus mit aufwendiger, erhaltener Putzgliederung (Gurtgesims, Pilaster, Eckrustizierung), Tür und Fenstergewände aus Granit, z. T. Fensterbekrönung, Giebelseite mit Doppelbogenfenster und Okuli, über dem Eingang Müllerwappen, Seitengebäude mit einfachem Backsteinornament, Schneidemühle Fachwerk, mit Stallteil im Erdgeschoss, baugeschichtlich und ortsgeschichtlich von Bedeutung | 09253419 |
| Direkt Bild zu diesem Denkmal hochladen | Bahnhof Cunnersdorf                                                                 | Cunnersdorf (Karte) | 1913 (Empfangsgebäude)                                      | Bahnhofsgebäude, Nebengebäude und Stellwerk des Bahnhofs Cunnersdorf; einheitliche Gestaltung mit Backsteinsockel, obere Hälfte Putz, mehrgliedrige Dachlandschaft, Biberschwanzdeckung, baugeschichtlich, eisenbahngeschichtlich und technikgeschichtlich von Bedeutung | 09253434 |
| Direkt Bild zu diesem Denkmal hochladen | Wegestein                                                                           | Cunnersdorf (Karte) | 19. Jahrhundert (Wegestein)                                 | verkehrsgeschichtlich von Bedeutung | 09253451 |
| Direkt Bild zu diesem Denkmal hochladen | Wegestein                                                                           | Cunnersdorf (Karte) | 19. Jahrhundert (Wegestein)                                 | verkehrsgeschichtlich von Bedeutung | 09253442 |
| Direkt Bild zu diesem Denkmal hochladen | Wegestein                                                                           | Hausdorf (Karte)    | 19. Jahrhundert (Wegestein)                                 | verkehrsgeschichtlich von Bedeutung | 09253432 |
| Direkt Bild zu diesem Denkmal hochladen | Liebenauer Mühle                                                                    | Liebenau (Karte)    | bezeichnet 1831 (Schlussstein Eingang); um 1830 (Scheune)   | Wohnmühlenhaus und zwei Seitengebäude eines Mühlengehöfts einschließlich der vorhandenen Technik sowie mehrere Mühlsteine; Wohnmühlenhaus Putzbau, Eingang Granitgewände mit Schlussstein, Krüppelwalmdach, baugeschichtlich, ortsgeschichtlich und technikgeschichtlich von Bedeutung | 09253423 |
| Direkt Bild zu diesem Denkmal hochladen | Wegestein                                                                           | Petershain (Karte)  | 19. Jahrhundert (Wegestein)                                 | verkehrsgeschichtlich von Bedeutung | 09253440 |
| Direkt Bild zu diesem Denkmal hochladen | Wegestein                                                                           | Schönbach (Karte)   | 19. Jahrhundert (Wegestein)                                 | verkehrsgeschichtlich von Bedeutung | 09253438 |
| Direkt Bild zu diesem Denkmal hochladen | Wegestein                                                                           | Schönbach (Karte)   | 19. Jahrhundert (Wegestein)                                 | verkehrsgeschichtlich von Bedeutung | 09253447 |
| Direkt Bild zu diesem Denkmal hochladen | Wegestein                                                                           | Schwosdorf (Karte)  | 19. Jahrhundert (Wegestein)                                 | verkehrsgeschichtlich von Bedeutung | 09301657 |
| Direkt Bild zu diesem Denkmal hochladen | Kursächsische Postmeilensäulen (Sachgesamtheit)                                     | Schwosdorf (Karte)  | bezeichnet 1723 (Viertelmeilenstein)                        | Postmeilensäule; Viertelmeilenstein, verkehrsgeschichtlich von Bedeutung | 09253452 |
| Direkt Bild zu diesem Denkmal hochladen | Wegestein                                                                           | Schwosdorf (Karte)  | 19. Jahrhundert (Wegestein)                                 | verkehrsgeschichtlich von Bedeutung | 09253455 |
| Direkt Bild zu diesem Denkmal hochladen | Teichständer                                                                        | Schwosdorf (Karte)  | 19. Jahrhundert (Teichständer)                              | Granit, technikgeschichtlich von Bedeutung | 09253460 |

## Schwepnitz
| Bild                                    | Bezeichnung | Lage                 | Datierung                                                            | Beschreibung | ID       |
| --------------------------------------- | --- | -------------------- | -------------------------------------------------------------------- | --- | -------- |
| Direkt Bild zu diesem Denkmal hochladen | Bollbuck Mühle | Cosel (Karte)        | 1. Hälfte 19. Jahrhundert (Mühle); 2. Hälfte 19. Jahrhundert (Mühle) | Wohnmühlenhaus mit westlich angebautem Seitengebäude und nördlich angebautem Wasserbau sowie südliches Seitengebäude eines Mühlengehöftes; Wohnmühlenhaus Obergeschoss Fachwerk, gedrungener Baukörper mit Krüppelwalmdach, westlich angebautes Seitengebäude massiv, südliches Seitengebäude Fachwerkteil Abbruch, massiver Teil noch vorhanden, Seltenheitswert durch komplett erhaltene technische Anlage, baugeschichtlich, ortsgeschichtlich und technikgeschichtlich von Bedeutung | 09228230 |
|                                         | Sachgesamtheit Königlich-Sächsische Triangulierung ("Europäische Gradmessung im Königreich Sachsen"); Station 67 Olgahöhe | Grüngräbchen (Karte) | bezeichnet 1865 (Triangulationssäule)                                | Triangulationssäule Nr. 67 "Olgahöhe"; Station 2. Ordnung, vermessungsgeschichtlich und technikgeschichtlich von Bedeutung | 09305039 |
| Direkt Bild zu diesem Denkmal hochladen | Wegestein | Grüngräbchen         | bezeichnet 1861 (Wegestein)                                          | verkehrsgeschichtlich von Bedeutung | 09227089 |
| Direkt Bild zu diesem Denkmal hochladen | Mühlenteil des Wohnmühlengebäudes mit technischer Ausstattung (u. a. Wasserrad)                                           | Zeisholz (Karte)     | 2. Hälfte 19. Jahrhundert (Mühlenteil des Wohnmühlengebäudes)        | ohne weitere Gebäude und Anbauten, ortsgeschichtliche und technikgeschichtlich von Bedeutung | 09303163 |

## Sohland a. d. Spree
| Bild                                    | Bezeichnung | Lage                        | Datierung                                                            | Beschreibung | ID       |
| --------------------------------------- | --- | --------------------------- | -------------------------------------------------------------------- | --- | -------- |
| Direkt Bild zu diesem Denkmal hochladen | Mühlenwehr in Hohberg | Sohland a. d. Spree (Karte) | um 1600 (Wehr)                                                       | technikgeschichtlich von Bedeutung | 09252580 |
| Direkt Bild zu diesem Denkmal hochladen | Obermühle | Sohland a. d. Spree         | 19. Jahrhundert (Wehr)                                               | Mühlteich, Mühlwehr, Steindeckerbrücke und Granittrog der Obermühle; ortsgeschichtlich und technikgeschichtlich von Bedeutung | 09251853 |
| Direkt Bild zu diesem Denkmal hochladen | Wehr der ehemaligen Mühle (Altscheidenbach)                                                                                 | Sohland a. d. Spree (Karte) | vermutlich 1797 (Wehr)                                               | technikgeschichtlich von Bedeutung | 09251613 |
| Direkt Bild zu diesem Denkmal hochladen | Eisenbahnstrecke Oberoderwitz–Wilthen; Viadukt Sohland                                                                      | Sohland a. d. Spree (Karte) | 1875/1876 (Viadukt)                                                  | Eisenbahnviadukt; achtbogige Eisenbahnbrücke, eisenbahngeschichtlich, baugeschichtlich und technikgeschichtlich von Bedeutung | 09251548 |
|                                         | Königlich-Sächsische Meilensteine (Sachgesamtheit)                                                                          | Sohland a. Spree (Karte)    | um 1850 (Meilenstein)                                                | Meilenstein; Stationsstein, verkehrshistorisch von Bedeutung | 09251247 |
|                                         | Königlich-Sächsische Meilensteine (Sachgesamtheit)                                                                          | Sohland a. Spree (Karte)    | um 1850 (Meilenstein)                                                | Meilenstein; verkehrshistorisch von Bedeutung | 09252581 |
| Direkt Bild zu diesem Denkmal hochladen | Himmelsbrücke; Dorfbachbrücke Sohland                                                                                       | Sohland a. Spree (Karte)    | bezeichnet 1796 (Fußgängerbrücke)                                    | Bogenbrücke aus Granit; mit bezeichnetem Schlussstein, landschaftsgestaltend und baugeschichtlich von Bedeutung | 09251703 |
| Direkt Bild zu diesem Denkmal hochladen | Hauboldmühle | Sohland a. Spree (Karte)    | um 1750 (Mühle); um 1750 (Scheune)                                   | Müllerwohnhaus und Stallscheune eines Zweiseithofes, vor dem Haus zwei Mühlsteine sowie Steindeckerbrücke, Mühlgraben mit Ufereinfassung und Bogenbrücke (Auslauf); beide Gebäude Obergeschoss Fachwerk, bedeutende, weitgehend ursprünglich erhaltene Anlage, baugeschichtlich und ortshistorisch von Bedeutung | 09252487 |
| Direkt Bild zu diesem Denkmal hochladen | Brückmühle; E. Hantusch & Co. Granitund Syenitwerke                                                                         | Sohland a. Spree (Karte)    | um 1900 (Mühle); um 1900/1905 (Fabrikantenvilla)                     | Steinsägemühle mit technischer Ausstattung und Fabrikantenvilla; ortsgeschichtlich und technikgeschichtlich von Bedeutung | 09252485 |
| Direkt Bild zu diesem Denkmal hochladen | Spreebrücke | Sohland a. Spree (Karte)    | bezeichnet 1830 (Schlussstein)                                       | Dreibogige Granit-Hausteinbrücke mit Aussichtsbalkon; verkehrshistorisch und baugeschichtlich von Bedeutung | 09252480 |
| Direkt Bild zu diesem Denkmal hochladen | Klixmühle; Sägewerk Steglich                                                                                                | Sohland a. Spree (Karte)    | um 1850 (Mühle); um 1850 (Sägemühle)                                 | Sägemühle und Seitengebäude sowie Hofpflasterung, innen alter Gasentwickler; ortsgeschichtlich und technikgeschichtlich von Bedeutung | 09252479 |
| Direkt Bild zu diesem Denkmal hochladen | Sachgesamtheit Königlich-Sächsische Triangulierung ("Europäische Gradmessung im Königreich Sachsen"); Station 45 Taubenberg | Taubenheim/Spree (Karte)    | bezeichnet 1865 (Triangulationssäule)                                | Triangulationsstein, Station 2. Ordnung; bedeutendes Zeugnis der Geodäsie des 19. Jahrhunderts, vermessungsgeschichtlich von Bedeutung | 09252583 |
| Direkt Bild zu diesem Denkmal hochladen | Niedermühle | Taubenheim/Spree (Karte)    | um 1790, mit späteren Veränderungen (Mühle); um 1800 (Seitengebäude) | Mühlenanwesen (Dreiseithof): Wohnmühlenhaus (oder nur Müllerwohnhaus), Gebäude für Schneide- und Sägemühle, Seitengebäude mit Tordurchfahrt, Hofpflasterung und Steindeckerbrücke; im Ortsbild singulär, straßenbildprägend und ortshistorisch von Bedeutung                                                     | 09252570 |
| Direkt Bild zu diesem Denkmal hochladen | Wasserstollen | Wehrsdorf                   | um 1830 (Stollen)                                                    | bergbaugeschichtlich von Bedeutung | 09252585 |
|                                         | Trockenturm | Wehrsdorf (Karte)           | 1858 (Wohnturm)                                                      | Darre aus Granit-Haustein, durch Material und Größe im Ortsbild singulär, technikgeschichtlich von Bedeutung | 09252387 |
| Direkt Bild zu diesem Denkmal hochladen | Schwerschmiede | Wehrsdorf (Karte)           | 2. Hälfte 19. Jahrhundert (Wohnstallhaus)                            | Handwerks-Dreiseithof mit Wohnstallhaus (Umgebinde, ohne Anbau), Schmiede und Wirtschaftsgebäude; Wohnstallhaus Obergeschoss Fachwerk verbrettert, Stall mit Ziegelmauerwerk, baugeschichtlich und technikgeschichtlich von Bedeutung                                                                            | 09252117 |

## Spreetal
| Bild                                    | Bezeichnung                                          | Lage              | Datierung                   | Beschreibung                                                                                            | ID       |
| --------------------------------------- | ---------------------------------------------------- | ----------------- | --------------------------- | --- | -------- |
| Direkt Bild zu diesem Denkmal hochladen | Feuerwache mit Wachturm der ehemaligen Brikettfabrik | Spreetal (Karte)  | 1950er Jahre (Feuerwache)   | Klinkerbau in zeittypischen Architekturformen, ortsgeschichtlich und technikgeschichtlich von Bedeutung | 09278729 |
| Direkt Bild zu diesem Denkmal hochladen | Wegestein                                            | Spreewitz (Karte) | 19. Jahrhundert (Wegestein) | verkehrsgeschichtlich von Bedeutung                                                                     | 09278747 |
| Direkt Bild zu diesem Denkmal hochladen | Wegestein                                            | Spreewitz (Karte) | 19. Jahrhundert (Wegestein) | verkehrshistorisch von Bedeutung                                                                        | 09278741 |
| Direkt Bild zu diesem Denkmal hochladen | Mühlstein der ehemaligen Dorfmühle                   | Zerre (Karte)     | bezeichnet 1918 (Mühlstein) | als deren Teil ortsgeschichtlich von Bedeutung                                                          | 09278740 |

## Steina
| Bild                                    | Bezeichnung                        | Lage    | Datierung                            | Beschreibung | ID       |
| --------------------------------------- | ---------------------------------- | ------- | ------------------------------------ | --- | -------- |
| Direkt Bild zu diesem Denkmal hochladen | Teichständer                       | (Karte) | 19. Jahrhundert (Teichständer)       | technikgeschichtlich von Bedeutung | 09227535 |
| Direkt Bild zu diesem Denkmal hochladen | Wegestein                          | (Karte) | 19. Jahrhundert (Wegestein)          | verkehrsgeschichtlich von Bedeutung | 09227530 |
| Direkt Bild zu diesem Denkmal hochladen | Brunnen                            | (Karte) | nach 1880, bezeichnet 1883 (Brunnen) | bestehend aus Granitquadern und Zwickelmaterial, bezeichnet "1883 Prescher", hoher Authentizitätsgrad und Seltenheitswert, technikgeschichtlich von Bedeutung                                      | 09229993 |
| Direkt Bild zu diesem Denkmal hochladen | Wasserschöpfstelle mit Einfriedung | (Karte) | 19. Jahrhundert (Schöpfstelle)       | offene Wasserschöpfstelle aus Granitblöcken mit schmiedeeiserner Gittereinfassung, weitgehend original erhalten und von Seltenheitswert, kulturgeschichtlich und sozialgeschichtlich von Bedeutung | 09304150 |

## Steinigtwolmsdorf
| Bild                                    | Bezeichnung   | Lage                      | Datierung                                     | Beschreibung | ID       |
| --------------------------------------- | ------------- | ------------------------- | --------------------------------------------- | --- | -------- |
| Direkt Bild zu diesem Denkmal hochladen | Huste-Mühle   | Ringenhain (Karte)        | 2. Hälfte 19. Jahrhundert, Kern älter (Mühle) | Wohnhaus einer ehemaligen Mühle; repräsentativer Putzbau mit reicher Putzgliederung und übergiebeltem Mittelrisalit, baugeschichtlich und ortsgeschichtlich von Bedeutung | 09289176 |
| Direkt Bild zu diesem Denkmal hochladen | Wehr          | Steinigtwolmsdorf (Karte) | 19. Jahrhundert (Wehr)                        | technikgeschichtlich von Bedeutung | 09276148 |
| Direkt Bild zu diesem Denkmal hochladen | Wesenitzmühle | Steinigtwolmsdorf (Karte) | bezeichnet 1836 (Wohnhaus)                    | Mühlenanwesen mit Wohnhaus (Umgebinde) und Auszüglerhaus; beide Gebäude Obergeschoss Fachwerk verkleidet, baugeschichtlich und ortsgeschichtlich von Bedeutung            | 09276158 |
| Direkt Bild zu diesem Denkmal hochladen | Wegestein     | Weifa (Karte)             | 19. Jahrhundert (Wegestein)                   | verkehrshistorisch von Bedeutung | 09289340 |

## Wachau
| Bild                                    | Bezeichnung                                                                                               | Lage                   | Datierung | Beschreibung | ID       |
| --------------------------------------- | --- | ---------------------- | --- | --- | -------- |
| Direkt Bild zu diesem Denkmal hochladen | Feldscheune und Ziegeleigebäude                                                                           | Feldschlößchen (Karte) | um 1820 (dendrochronologisch bestimmt)                                                                                   | baugeschichtlich, technikgeschichtlich, ortsgeschichtlich und sozialgeschichtlich von Bedeutung; zwischen 2011 und 2015 abgerissen | 09284510 |
| Direkt Bild zu diesem Denkmal hochladen | Alte Mühle                                                                                                | Leppersdorf (Karte)    | 1. Hälfte 19. Jahrhundert (Wohnstallhaus)                                                                                | Wohnstallhaus; Obergeschoss Fachwerk, Vorderseite verschiefert, Krüppelwalmdach, baugeschichtlich und straßenbildprägend von Bedeutung | 09284659 |
| Direkt Bild zu diesem Denkmal hochladen | Bogenbrücke über den Mühlbach                                                                             | Lomnitz (Karte)        | um 1890 (Straßenbrücke)                                                                                                  | aus Natursteinquadern hinter der Buschmühle, baugeschichtlich und technikgeschichtlich von Bedeutung | 09284449 |
|                                         | Buschmühle                                                                                                | Lomnitz (Karte)        | bezeichnet 1736 (Wohnhaus mit Sonnenuhr); 1937 (Mahlwerk)                                                                | Wohnhaus mit Sonnenuhr, Mühlengebäude mit technischer Ausstattung, Wirtschaftsflügel mit Getreidespeicher und Mühlgraben; baugeschichtlich, ortsgeschichtlich und technikgeschichtlich von Bedeutung                                                                                     | 09284451 |
| Direkt Bild zu diesem Denkmal hochladen | Bogenbrücke über die Kleine Röder                                                                         | Lomnitz (Karte)        | 19. Jahrhundert (Straßenbrücke)                                                                                          | Bruchstein, baugeschichtlich von Bedeutung | 09284458 |
| Direkt Bild zu diesem Denkmal hochladen | Bogenbrücke über das Mittelwasser                                                                         | Lomnitz (Karte)        | bezeichnet 1794 (Straßenbrücke)                                                                                          | einbogige Granitsteinbrücke mit gemauerter Brüstung, seitliche Wangen entlang des Bachbettes aus geschichtetem Bruchstein, baugeschichtlich und ortsgeschichtlich von Bedeutung | 09304158 |
| Weitere Bilder                          | Marienmühle; Seifersdorfer Tal (Sachgesamtheit)                                                           | Seifersdorf (Karte)    | 1852 (Mühle); bezeichnet 1817 (Straßenbrücke)                                                                            | Einzeldenkmale der Sachgesamtheit Seifersdorfer Tal: Mühlengebäude, Straßenbrücke, Mühlgraben und Wehr (Teil nördlich der Großen Röder, Gemarkung Seifersdorf, siehe auch Sachgesamtheitsliste Obj. 09302337); baugeschichtlich und ortsgeschichtlich von Bedeutung                      | 09283818 |
|                                         | Niedermühle; Seifersdorfer Tal (Sachgesamtheit)                                                           | Seifersdorf (Karte)    | um 1890 (Papiermühle) | Einzeldenkmale der Sachgesamtheit Seifersdorfer Tal: drei Gebäude der ehem. Niedermühle (Teil nördlich der Großen Röder, Gemarkung Seifersdorf, siehe auch Sachgesamtheitsliste Obj. 09302337); ehemalige Papierfabrik Seifersdorf, baugeschichtlich und ortsgeschichtlich von Bedeutung | 09283819 |
| Weitere Bilder                          | Seitengebäude und Scheune eines Dreiseithofes sowie eine stationäre und eine transportable Dreschmaschine | Wachau (Karte)         | Anfang 19. Jahrhundert (Seitengebäude); 1920er Jahre (stationäre Dreschmaschine); um 1910 (transportable Dreschmaschine) | Seitengebäude Obergeschoss Fachwerk, baugeschichtlich von Bedeutung und Seltenheitswert der beiden Maschinen | 09284518 |
| Weitere Bilder                          | Philipp-Mühle                                                                                             | Wachau (Karte)         | nach 1850 (Mühle) | Wohn-Mühlen-Gebäude mit Sandsteinplatte (Müllerzunftzeichen) über der Tür; ortsgeschichtlich und technikgeschichtlich von Bedeutung | 09284532 |
| Weitere Bilder                          | Teichständer am Unteren Dorfteich                                                                         | Wachau (Karte)         | 19. Jahrhundert (Teichständer)                                                                                           | wassertechnisch von Bedeutung | 09301711 |

## Weißenberg, Stadt
| Bild                                    | Bezeichnung | Lage               | Datierung | Beschreibung | ID       |
| --------------------------------------- | --- | ------------------ | --- | --- | -------- |
| Direkt Bild zu diesem Denkmal hochladen | Wegestein | Drehsa (Karte)     | 19. Jahrhundert (Wegestein) | verkehrsgeschichtlich von Bedeutung | 09251730 |
|                                         | Alte Schmiede | Drehsa (Karte)     | um 1820 (Schmiede) | Schmiede mit Oberlaube; Obergeschoss Fachwerk, baugeschichtlich, ortsgeschichtlich und technikgeschichtlich von Bedeutung | 09251735 |
|                                         | Wegestein | Grube (Karte)      | 19. Jahrhundert (Wegestein) | verkehrsgeschichtlich von Bedeutung | 09251871 |
| Weitere Bilder                          | Mühlengebäude mit Mühlentechnik und angebautem Wohnhaus sowie zwei im Winkel stehende Seitengebäude eines Mühlenanwesens                        | Grube (Karte)      | bezeichnet 1870 (altes Mühlengebäude mit Wasserrad); 1921/1924 (2. Gebäude); 18. Jahrhundert (Seitengebäude); bezeichnet 1828 (Seitengebäude)      | baugeschichtlich, ortsgeschichtlich und technikgeschichtlich von Bedeutung | 09251873 |
| Direkt Bild zu diesem Denkmal hochladen | Wohnmühlengebäude über L-förmigem Grundriss, nördlicher Scheunenanbau, südliches Seitengebäude und Steindeckerbrücke (sechs Steine) als Zufahrt | Lauske (Karte)     | 1816 (Mühlenwohnhaus); Ende 19. Jahrhundert (Zufahrtsbrücke)                                                                                       | Wohnmühlengebäude Obergeschoss Fachwerk verbutzt, Scheune verbrettert, Seitengebäude Bruchsteinbau | 09252018 |
| Weitere Bilder                          | Sachgesamtheit Königlich-Sächsische Triangulierung ("Europäische Gradmessung im Königreich Sachsen"); Station 47 Strohmberg                     | Maltitz (Karte)    | bezeichnet 1864 (Triangulationssäule) | Triangulationsstein; Station der Königlich-Sächsischen Triangulation, Netz 2. Ordnung, wissenschaftlich und technikgeschichtlich von Bedeutung | 09305076 |
| Direkt Bild zu diesem Denkmal hochladen | Wegestein | Nechern (Karte)    | 19. Jahrhundert (Wegestein) | verkehrsgeschichtlich von Bedeutung | 09251772 |
| Direkt Bild zu diesem Denkmal hochladen | Brücke über die Löbau | Nechern (Karte)    | bezeichnet 1822 (Straßenbrücke) | einbogige Steinbrücke (Granit), baugeschichtliche und landschaftsprägende Bedeutung | 08967688 |
| Weitere Bilder                          | Alte Pfefferküchlerei | Weißenberg (Karte) | 1643 (Museum) | Museum "Alte Pfefferküchlerei" in geschlossener Bebauung mit kleiner Scheune im Hof; Haus mit Wohneinrichtung, Backofen und gesamtem Pfefferküchlerei-Inventar (Pfefferküchlergeräte wie Modeln, Ausstechformen u. a. Gerätschaften und Behältnisse) sowie Erdgeschoss-Laden mit historischer Ausstattung, teilweise mit Sichtfachwerk, späterer Umbau, ehemalige Scheune mit Ausstellung zur Pfefferküchlerei, insgesamt ist der Komplex baugeschichtlich als Zeugnis der Volksbauweise und ortsgeschichtlich von Bedeutung, außerdem von singulärer Bedeutung, weil einzigartig in Europa in seiner erhalten gebliebenen Einheit von museal genutztem, ursprünglich erhaltenem Gebäude mitsamt der originalen zweckgebundenen Ausstattung, außerdem europaweit ältester und einziger in seiner ursprünglichen Form museal genutzter Handwerksbetrieb eines Pfefferküchlers und damit auch von produktionsgeschichtlichem Wert.               | 09251781 |
| Direkt Bild zu diesem Denkmal hochladen | Bahnhof Weißenberg | Weißenberg (Karte) | 1895/1900 (Bahnhof) | Empfangsgebäude und Nebengebäude des Bahnhofs Weißenberg; rote Klinkerbauten, baugeschichtlich und eisenbahngeschichtlich von Bedeutung | 09251816 |
| Weitere Bilder                          | Geha-Mühlen; Großmühle; Obermühle | Weißenberg (Karte) | um 1885, 1880/1890 (Getreidemühle); bezeichnet 1886 in Wetterfahne (Speicher); um 1886 (Seitengebäude); bezeichnet 1904 im Schlussstein (Wohnhaus) | Wohnmühlengebäude, Wohnhaus, Speicher (Getreidesilo), Scheune und Seitengebäude eines Mühlenanwesens; Wohnmühlengebäude mit Mühlentrakt, Turbinenhaus einschl. Turbine und Wohnteil, letzterer wohl das alte Wohnhaus des Müllers, baugeschichtlich, ortsgeschichtlich und technikgeschichtlich von Bedeutung | 09251820 |
| Weitere Bilder                          | Dampfmühle Max Nitschke; Mittelmühle Weißenberg                                                                                                 | Weißenberg (Karte) | um 1890 (Getreidemühle) | Mühlengebäude und Wohnhaus eines Mühlenanwesens; ehemalige Dampfmühle, heute Getreidemühle (Geha-Mühle), baugeschichtlich, ortsgeschichtlich und technikgeschichtlich von Bedeutung | 09251808 |
| Weitere Bilder                          | Wasserturm | Weißenberg (Karte) | 1904 (Wasserturm) | Wasserturm; gelber Klinkerbau, baugeschichtlich und technikgeschichtlich von Bedeutung | 09251794 |
| Direkt Bild zu diesem Denkmal hochladen | Alte Lohgerberei | Weißenberg (Karte) | um 1900 (Fabrikantenvilla); 1915 (Dampfmaschine)                                                                                                   | Villa mit Einfriedung und Gerberei mit Dampfmaschine; ortsgeschichtliche und technikgeschichtliche Bedeutung | 09251813 |
| Weitere Bilder                          | Rudolphmühle; Niedermühle (ehem.) | Weißenberg (Karte) | um 1850 (Mühle) | Westliches Wohnmühlenhaus, daran anschließendes nördliches Turbinenhaus, mittiges Wohnstallhaus mit Oberlaube und nördlich angebautem Scheunenteil sowie nordöstliches Seitengebäude eines Mühlenanwesens sowie Naturstein-Hofpflasterung, Mühlgraben und Reste des Wehrs; nach Süden offenen Hofanlage, westliches Wohnmühlenhaus Bruchstein verputzt, nördliches Turbinenhaus/Radstube als Standort der ehem. Dampfmaschine zur Überbrückung von Zeiten des Turbinenausfalls, Wohnstallhaus Obergeschoss Fachwerk verputzt mit hofseitiger Oberlaube, nördlicher Scheunenteil ruinös, nur Erdgeschoss-Bereich erhalten, nordöstliches Seitengebäude Obergeschoss Fachwerk, weitgehend authentisch erhaltener, historisch gewachsener Gebäudekomplex mit hohem Originalitätsgrad der einzelnen Baulichkeiten, wiss.dok. Zeugniswert, ortsgeschichtlich interessant und von Bedeutung für Technik- und Produktionsgeschichte, Seltenheitswert. | 09250512 |
| Weitere Bilder                          | Eisenbahnviadukt | Wuischke (Karte)   | um 1880 (Eisenbahnviadukt) | Bahnstrecke Löbau–Radibor, elfbogig und 170 Meter lang, eisenbahngeschichtlich, baugeschichtlich und technikgeschichtlich von Bedeutung | 09251832 |
| Weitere Bilder                          | Wohn- und Mühlengebäude und gegenüber liegende Scheune eines ehem. Mühlenanwesens                                                               | Wuischke (Karte)   | 1840/1850 (Mühle) | ortsgeschichtlich und technikgeschichtlich von Bedeutung | 09251833 |

## Wilthen, Stadt
| Bild                                    | Bezeichnung                                                       | Lage               | Datierung | Beschreibung | ID       |
| --------------------------------------- | ----------------------------------------------------------------- | ------------------ | --- | --- | -------- |
| Direkt Bild zu diesem Denkmal hochladen | Wegestein                                                         | Sora (Karte)       | 19. Jahrhundert (Wegestein)                                                                                       | verkehrsgeschichtlich von Bedeutung | 09252690 |
| Weitere Bilder                          | Altes Wasserhäuschen                                              | Tautewalde (Karte) | 1929 (Pumpenhaus)                                                                                                 | Wassereinzugshäuschen und drei Schachtabdeckungen; Putzbau mit Zeltdach, drei gusseiserne Gullydeckel, ortsgeschichtlicher und wissenschaftlicher Wert (technisches Denkmal)                                                                        | 09300725 |
| Direkt Bild zu diesem Denkmal hochladen | Einbogige Brücke                                                  | Tautewalde (Karte) | bezeichnet 1876 (Straßenbrücke)                                                                                   | mit Sandsteingewölbe, Widerlager und Flügelmauern Granit, baugeschichtlich und verkehrsgeschichtlich von Bedeutung | 09300726 |
| Direkt Bild zu diesem Denkmal hochladen | Eisenbahnviadukt                                                  | Wilthen (Karte)    | 1876/1877 (Eisenbahnbrücke)                                                                                       | siebenbogige Eisenbahnbrücke aus Granithaustein, eisenbahngeschichtlich, baugeschichtlich und technikgeschichtlich von Bedeutung | 09252687 |
| Weitere Bilder                          | Obermühle (ehem.)                                                 | Wilthen (Karte)    | 2. Hälfte 19. Jahrhundert, Kern älter (Mühle)                                                                     | Mühle; kompakter Baukörper, Obergeschoss zum Teil Fachwerk verschiefert bzw. verkleidet, baugeschichtlich und ortsgeschichtlich von Bedeutung | 09252661 |
| Direkt Bild zu diesem Denkmal hochladen | Neumühle                                                          | Wilthen (Karte)    | um 1915 (Mühlengebäude); um 1915 (Müllerwohnhaus)                                                                 | Mühlengebäude mit Sägegatter und Müllerwohnhaus (ehem. Umgebinde) einer Schneidemühle; Mühlengebäude Obergeschoss verbrettert, bau- und ortsgeschichtlich von Bedeutung, landschaftsprägend                                                         | 09301397 |
| Weitere Bilder                          | Mönchswalder Baude                                                | Wilthen (Karte)    | bezeichnet 1885 (Aussichtsturm); bezeichnet 1885 (Baude); bezeichnet 1896 (Grotte); bezeichnet 1896 (Wasserkunst) | Zwei Holzhäuser und Aussichtsturm aus Haustein sowie Grotte mit zugehörigem Wasserspiel; linkes Gebäude in kunstvoller Holzverschalung, Ziergiebel und Umgebinde, baugeschichtlich, ortsgeschichtlich und technikgeschichtlich von Bedeutung        | 09252685 |
| Direkt Bild zu diesem Denkmal hochladen | Wegestein                                                         | Wilthen (Karte)    | 2. Hälfte 19. Jahrhundert (Wegestein)                                                                             | verkehrsgeschichtlich von Bedeutung | 09300727 |
| Weitere Bilder                          | Mühlengebäude und Esse einer ehemaligen Papiermühle               | Wilthen (Karte)    | um 1870 (Papiermühle)                                                                                             | massiv, eingeschossig mit Drempel, Fenstergewände Granit, im Erdgeschoss Segmentbogenfenster, Hauptgebäude mit Annexbauten über unregelmäßigem Grundriss, Esse in Klinker, baugeschichtlich und ortsgeschichtlich von Bedeutung                     | 09252676 |
| Weitere Bilder                          | Kiefernmühle                                                      | Wilthen (Karte)    | Kern aufs 17. Jahrhundert zurückgehend (Mühle); Ende 19. Jahrhundert (Mühle); Ende 19. Jahrhundert (Scheune)      | Wohnhaus und Scheune eines ehemaligen Mühlenanwesens; Wohnhaus Obergeschoss Fachwerk verkleidet, Scheune verbretterte Holzkonstruktion, baugeschichtlich und ortsgeschichtlich von Bedeutung                                                        | 09252629 |
| Weitere Bilder                          | Himmelsmühle                                                      | Wilthen (Karte)    | bezeichnet 1874 (Türstock)                                                                                        | Mühlenanwesen mit Wohnhaus, Mühlengebäude und Stallscheune sowie Mühlteich und Wehr; Wohnhaus Obergeschoss Fachwerk verbrettert, Wasserrad und Technik vorhanden, der Mühlteich liegt trocken, baugeschichtlich und ortsgeschichtlich von Bedeutung | 09252686 |
|                                         | Luftschiffhalle Kaditz (ehem.); Lager der Wilthener Weinbrennerei | Wilthen (Karte)    | bezeichnet 1921–1922 (Luftfahrt)                                                                                  | Luftschiffhalle; sowohl von der freitragenden Eisen-Stahl-Konstruktion als auch von der Architektur her bemerkenswerter Bau, bau-, militär-, technik- und ortsgeschichtlich von Bedeutung                                                           | 09253222 |

## Wittichenau, Stadt
| Bild                                    | Bezeichnung                                              | Lage                | Datierung                                                 | Beschreibung | ID       |
| --------------------------------------- | -------------------------------------------------------- | ------------------- | --------------------------------------------------------- | --- | -------- |
| Direkt Bild zu diesem Denkmal hochladen | Wegestein                                                | Brischko (Karte)    | 19. Jahrhundert (Wegestein)                               | verkehrsgeschichtlich von Bedeutung | 08990551 |
| Direkt Bild zu diesem Denkmal hochladen | Wegestein                                                | Dubring (Karte)     | 19. Jahrhundert (Wegestein)                               | verkehrsgeschichtlich von Bedeutung | 08990475 |
| Direkt Bild zu diesem Denkmal hochladen | Wehr                                                     | Hoske (Karte)       | 1. Hälfte 20. Jahrhundert (Wehr)                          | Anlage mit zwei Stützpfeilern, technikgeschichtlich und ortsgeschichtlich von Bedeutung | 08990567 |
| Weitere Bilder                          | Mühle, zwei Seitengebäude, Scheune und Steindeckerbrücke | Hoske (Karte)       | 2. Hälfte 19. Jahrhundert, Kern älter (Mühle)             | großer, in seiner Struktur erhaltener Vierseithof, das Mühlenhaus mit einer aufwendigen Fassadengestaltung, besonders an der Giebelseite, baugeschichtlich, ortsgeschichtlich und technikgeschichtlich von Bedeutung                                                                            | 08990557 |
| Direkt Bild zu diesem Denkmal hochladen | Wegestein und Grenzstein                                 | Kotten (Karte)      | 19. Jahrhundert (Wegestein); 19. Jahrhundert (Grenzstein) | verkehrsgeschichtlich und ortsgeschichtlich von Bedeutung | 08990537 |
| Weitere Bilder                          | Mühle                                                    | Maukendorf (Karte)  | um 1800 (Mühle)                                           | breitgelagerter Putzbau, stattliche Kubatur, Wand-Öffnungs-Verhältnis intakt, baugeschichtlich und ortsgeschichtlich von Bedeutung | 08990583 |
|                                         | Wehr                                                     | Rachlau (Karte)     | 1. Hälfte 20. Jahrhundert (Wehr)                          | technikgeschichtlich von Bedeutung | 08990577 |
| Direkt Bild zu diesem Denkmal hochladen | Wegestein                                                | Rachlau (Karte)     | 19. Jahrhundert (Wegestein)                               | verkehrsgeschichtlich von Bedeutung | 08990582 |
| Weitere Bilder                          | Saalauer Mühle                                           | Saalau (Karte)      | bezeichnet 1843 (Mühlenhaus)                              | Mühle, Seitengebäude, Scheune und Mühlentechnik; in seiner Struktur erhaltener Vierseithof in exponierter Lage, umfangreiche technische Ausstattung, Zeugnis des dörflichen Mühlenwesens des 19. und 20. Jahrhunderts, ortsgeschichtlich und technikgeschichtlich von Bedeutung                 | 08990511 |
| Weitere Bilder                          | Untermühle                                               | Spohla (Karte)      | 2. H. 19. Jahrhundert (Mühle)                             | Mühlengebäude (ohne Anbauten) mit technischer Ausstattung sowie Mühlgraben und Mühlteich; ortsgeschichtliche Bedeutung, bauhistorischer, technikgeschichtlicher und landschaftsprägender Wert                                                                                                   | 09305125 |
|                                         | Stadtbrauerei Wittichenau                                | Wittichenau         | um 1900 (Brauerei)                                        | Brauerei mit Schornstein; Putzbau mit Lisenengliederung, baugeschichtlich und ortsgeschichtlich von Bedeutung | 08990379 |
| Weitere Bilder                          | Kursächsische Postmeilensäulen (Sachgesamtheit)          | Wittichenau (Karte) | bezeichnet 1732 (Postdistanzsäule)                        | Postmeilensäule; teilweise Kopie einer Distanzsäule, verkehrsgeschichtlich von Bedeutung | 08990414 |
| Weitere Bilder                          | Wassermühle und Mühlgraben                               | Wittichenau (Karte) | Kern um 1732 (Mühle)                                      | stattlicher Baukörper, Obergeschoss Sichtfachwerk, baugeschichtlich und ortsgeschichtlich von Bedeutung | 08990372 |
| Weitere Bilder                          | Kobermühle                                               | Wittichenau (Karte) | Mitte 19. Jahrhundert, um 1900 (Mühle)                    | Mühle und Mühlgraben sowie Mühlentechnik; heute Museum integriert, ohne neuere Anbauten, technikgeschichtlich und ortshistorisch von Bedeutung | 08990404 |
| Weitere Bilder                          | Schowtschickmühle                                        | Wittichenau (Karte) | Kern um 1500 (Mühle); um 1900 (Scheune)                   | Mühlenhof und Mühlentechnik; Vierseithofanlage, zum Teil mit Fachwerk, im Kern sehr alt, umfassende technische Ausstattung einer Mahl- und Stampfmühle, teilweise rekonstruiert, ortshistorisch und technikgeschichtlich von Bedeutung, letztes doppeltes französisches Mahlwerk in Deutschland | 08990482 |